# THE YELLOW MONKEY
THE YELLOW MONKEY（ザ・イエロー・モンキー、略称：イエモン）は、日本のロックバンド。1988年に結成し、1992年5月21日にシングル『Romantist Taste』でメジャー・デビュー。2001年1月8日に活動停止を発表後、2004年7月7日をもって解散。その後、2016年1月8日に再集結された。デビューからのCD総売上枚数は、シングル・アルバム合わせて1,000万枚以上。
かつての公式ファンクラブは「Petticoat Lane」。再集結後の公式ファンクラブは「BELIEVER.」。

## メンバー
※特記を除き出典は公式サイトの「BIOGRAPHY」。
| 名前                          | 愛称   | 生年月日              | 出身地               | 担当楽器         |
| ----------------------------- | ------ | --------------------- | -------------------- | ---------------- |
| 吉井 和哉 （よしい かずや）   | LOVIN  | 1966年10月8日（58歳） | 東京都（静岡県育ち） | ボーカル・ギター |
| 菊地 英昭 （きくち ひであき） | EMMA   | 1964年12月7日（60歳） | 東京都日野市         | ギター           |
| 廣瀬 洋一 （ひろせ よういち） | HEESEY | 1963年4月19日（62歳） | 東京都足立区         | ベース           |
| 菊地 英二 （きくち えいじ）   | ANNIE  | 1967年6月6日（58歳）  | 東京都八王子市       | ドラムス         |

### サポートメンバー
- 三国 義貴（みくに よしたか、1955年7月23日 - 
（70歳））
  - キーボード担当。北海道札幌市出身、北海道札幌西高等学校卒業。4thアルバム『smile』から制作・ライブ演奏のサポートメンバーとして活動していた。2024年3月6日から開催されたファンクラブ会員限定イベント「THE YELLOW MONKEY SUPER BELIEVER. Meeting 2024」、2024年4月27日に開催の「THE YELLOW MONKEY SUPER BIG EGG 2024 "SHINE ON"」でサポートキーボードとして参加。THE YELLOW MONKEYのステージに立つのは、2004年12月26日の東京ドーム公演以来、20年近くの時を経ての共演となった。
- 鶴谷 崇（つるたに たかし、1970年11月17日[15] -
（54歳））
  - 兵庫県神戸市出身、東京都育ち。ノース・テキサス大学の音楽学部ジャズ科卒業[15]。
  - 1999年にMary-go roundとしてデビュー。2002年より活動休止。
  - 2006年からは吉井のソロ活動にサポートキーボーディストとして参加。2016年からTHE YELLOW MONKEYのサポートメンバーとして活動開始。

## 影響
吉井はSABBRABELLSやアクションなどのジャパニーズメタルバンドから影響を受けているほかデヴィッド・ボウイやミック・ロンソンなどグラムロック系のアーティストからも強い影響を受けている。4人全員が元ジャパニーズ・メタルバンドのメンバーだったのだが、メジャー・デビュー後はヘヴィメタル、ハードロックから一歩距離を置いた方向性に進んでいる。

## バンド名
バンド名の「イエローモンキー」とは、主に西洋圏で使用される東洋人に対する蔑称である。吉井が自身のイニシャルである「Y」から始まる英語を辞書で探していたことがきっかけで、「ダサくてシニカルな名前にしたい」と考えていた吉井によって、結成前に発案されていたという。また、その名称からローリング・ストーンズがバンド名を初めて聞いた際、「すげえ名前だな。絶対忘れねえ」と語ったエピソードもある。
吉井は名称に込められた思いとして「洋楽へのコンプレックスがあった」ことを語っており、「日本のロックにこだわりをもっているが、『日本のロック』という言葉には既に洋楽へのコンプレックスがあり、それは永遠に消えない」としている。また、「ルックスが良くて長身なのが『イエローモンキー』のコンセプト」とし、183cmの吉井はじめ全員が長身である。

### 略称
「イエモン」の略称がメディアやファンを中心に用いられている。デビューして間もない時期に、音楽誌のライターが「『ミスチル』と略すことと同じ感覚で」名付けたことがきっかけである。
2013年に発売されたベストアルバム『イエモン-FAN'S BEST SELECTION-』は、長く応援し続けてくれたファンにも「イエモン」という略称を受け入れてもらうため、最もわかりやすい愛称としてタイトルに相応しいのではという意見がメンバーやスタッフから上がり、満場一致で「イエモン」がタイトルとして採用されることとなった。
なお、メンバー自身は「イエモン」の略称を使用することがなく、吉井とドラムの菊地は「今でも（2019年当時）コアなファンは略さない人が多い」と語っている。
ベースの廣瀬は「ファンの中には『メンバーがこの略称を嫌がっている』と思っている人がいるかもしれないが、決してそんなことはない」と語っており、「（上記の）ベスト・アルバムにも僕らから『イエモン』と使っていますし、名称としては気にしていない」としている。

## 来歴

### 結成〜デビュー
1988年に結成。当初は元SHOCKの松尾賢一がボーカル、元URGH POLICEの吉井がベースを担当していたが、以前から親交のあった元MURBASの廣瀬洋一をメンバーに誘い、吉井はギターに転向した。さらに「KILLER MAY」のドラムとして1986年にメジャー・デビューしていた菊地英二が同バンドの解散後に加入する。後に松尾が吉井との「音楽的な意見の食い違い」を理由に脱退したため吉井がボーカルに転向し、「KILLER MAY」のギターとして活動していた英二の実兄・英昭が加入。1989年12月28日に現メンバーで初めてのライブを行う。
当時は渋谷区のライブハウス「渋谷La.mama」を拠点に精力的なライブ活動を行っていた。バンド初期はデヴィッド・ボウイ、ミック・ロンソン、T.Rexなどを彷彿とさせるグラムロック色が強く、メンバーが奇抜な衣装に派手な化粧をしたりするなど後のヴィジュアル系のようなルックスをしており、ヴィジュアル系を取り扱う雑誌やライブイベントにも参加していた。
当初の観客動員は好調であったが、ダークな楽曲が中心だったこともあり徐々に動員数は減少。しかし、グラムロックイベントにて「SLEEPLESS IMAGINATION」（『Bunched Birth』収録曲）を初披露して以降、動員数は増加した。ベースの廣瀬は「ダーク色もありつつ、デヴィッド・ボウイのような煌びやかさをミックスしたグラムロックを鳴らし始めたからこそ、動員数が増えたのかもしれない」としている。また、吉井がライブで女装をし、オカマキャラを演じることにより当初苦手だったMCが「面白い」と評判になったことも動員数増加の後押しとなった。当時の観客層は9割女性だったという。

### メジャー・デビュー
1992年5月21日、日本コロムビアよりシングル『Romantist Taste』でメジャー・デビュー。レコード会社はフォーライフ・レコードとの2社間で決めかねていたものの、「吉井の夢に現れた美空ひばりから、『あとは任したわよ』と言われた」ことを決定打としてコロムビアと契約を結び、1か月後には1stアルバム『THE NIGHT SNAILS AND PLASTIC BOOGIE』をリリースした。だが、セールスの伸びは悪くチャート圏外となり、インディーズ時代からのファンにも酷評を浴びるなど評判も芳しくなく、後に吉井も「（所属事務所の）社長もどう売っていいのか分からなかったと思う」と語っている。その反面ライブの動員数はイベント出演なども手伝って伸び続け、チケットは毎回完売状態だった。そして、前作から約8ヶ月という短いスパンで制作された2ndアルバム『EXPERIENCE MOVIE』が1993年3月に発売され、4月には日本青年館で初のホールライブを実施。同ライブでは、両手を縛られ頭に袋を被せた裸の女性2人をステージに出す衝撃的なオープニング演出を行った。
当時日本コロムビア側でディレクターを務めていた宗清裕之は、セールスの伸び悩みを危惧して「もっとコマーシャルな方向に行こう」と提案したが、一方で吉井は「この先もバンドを続けていく上で、1回はコンセプトアルバムを作りたい」旨の意思を示し、1994年3月にコンセプトアルバムとして3rdアルバム『jaguar hard pain』をリリースする。吉井は本作の主人公である「ジャガー」になりきるため、髪を丸坊主に刈り上げ、「恋人マリーと出会う」という結末に向けて春・夏・冬の1年がかりで計3本行ったツアーを通し、曲間のMCを廃するなど独自のステージを展開した。観客動員は軒並み上がっていったものの売り上げ枚数は伸び悩み、吉井は「なんでライブはみんな虜になってくれるのに、音源に関してはそうならない?」という苦悩に陥った。ただ、観客動員が良かったこともあり、ツアーの終盤に翌年日本武道館公演が実施されることが決定する。
この年には『ROCKIN'ON JAPAN』3月号の表紙を飾ったが、抜擢した副編集長の井上貴子は後に「当時もまさかの表紙で、業界の波紋を呼んだ。だからこそやってよかった、といまだに思える一冊」と述懐している。

### 路線変更、ブレイク
デビュー以降思うようなセールスを残せなかったことで、メンバーはスタッフとミーティングを重ねた。ディレクターである宗清との「10万枚で終わるか、オリコン1位を目指すのか」という話し合いに、メンバーは「オリコン1位を目指す」という答えを出し、これを機にしてチャート向けな楽曲作りに路線変更する。1995年1月にリリースされた5thシングル『Love Communication』はヒット曲を意識して作られ、目論見通り自身初のオリコンシングルチャートTOP30入りを果たし、スマッシュヒットを記録。同年2月にリリースされた4thアルバム『smile』はオリコンアルバムチャート初登場4位を記録し、大幅に売上はアップした。
このアルバムを携え、同年4月に初の日本武道館公演を実施し、即日完売するなど順調に人気を上げていく。同年7月にリリースされた7thシングル『追憶のマーメイド』がシングル初のTOP20入り、同年9月にリリースされた8thシングル『太陽が燃えている』がシングル初のTOP10入り、イギリスでレコーディングされた5thアルバム『FOUR SEASONS』が念願のオリコン初登場1位を記録するなど、バンドの人気を確実なものとする。帰国後まもなく始まったツアー「TOUR '95 FOR SEASON」ではトータルで9万人を動員した。
1996年2月にリリースされた9thシングル『JAM/Tactics』がオリコン調べで累計60万枚、同年7月にリリースされた10thシングル『SPARK』が累計55万枚を超えるヒットを記録する。

### ファンハウス時代
「SPARK」リリースの直後、1996年7月に日本コロムビアを離れてファンハウス（現・アリオラジャパン）に移籍。吉井は移籍に関し「『ちょっと違うレーベルでやってみたいね』っていうことだった」「色々折り合いがつかない部分が出てきた」ためと後年に振り返っている。同年の12月には日本コロムビアから非公認ベスト・アルバム『TRIAD YEARS actI〜THE VERY BEST OF THE YELLOW MONKEY』が発売され、バンド唯一のミリオンセラーを記録した。
ファンハウス移籍後は独自のロックを追求。吉井は6thアルバム『SICKS』の制作にあたり、「1日3曲録音をノルマ」とする。作成した300曲を80曲に絞り、さらに厳選したものを収録曲とした。吉井は当時の状況を振り返り「自分の中で、音楽がものすごく噴出してるのがわかった」と語っている。『SICKS』は吉井自らが最高傑作と自負する作品となり、オリコン初登場1位、オリジナルアルバムでは自身最高の売上を記録した。
11thシングル『楽園』、12thシングル『LOVE LOVE SHOW』、そしてシングルとしては最大ヒットを記録した13thシングル『BURN』など、シングルにおいても、いずれも45万枚以上の高いセールスをキープ。14thシングル『球根』は、シングルでは自身唯一のオリコン初登場1位を記録するなど、この時期に最も安定した人気を保つことになる。
1997年は精力的なライブ活動を行い、2月には20公演を回る「ARENA TOUR '97 "FIX THE SICKS"」を実施し、トータル15万人を動員。同年7月に「フジロックフェスティバル '97」に参加（後述）。同年8月、全国5会場のスタジアムツアー「TOUR '97 〜紫の炎〜」を実施し、4万人近いキャパシティを軒並みソールドアウトにした。

### PUNCH DRUNKARD TOUR
1998年にリリースされた7thアルバム『PUNCH DRUNKARD』では、3作連続となるオリコン初登場1位を記録。ハードロック寄りとなり、ライブを強く意識したアルバムとなった。その一方で吉井は「世田谷のスタジオでデモを録ったんですよ。（中略）音も良かったし、勢いもすごかった」「（ロンドンでレコーディングを開始したら）なんか上手く行かない。あのデモを超えられない」といったスランプ状態に陥り、「今まで上昇していたバンドが下降し始めた感じ」を実感していたという。
このアルバムを携え、同年4月にはホール72本・アリーナ41本・計113本を1年かけて回る「PUNCH DRUNKARD TOUR 1998/99」を実施。同年1月7日の読売新聞紙上で、14thシングル『球根』と7thアルバム『PUNCH DRUNKARD』のリリース情報とともに、全113本のツアー日程が全面広告で掲載された。3日に1回のペースでライブを行ったツアー以外の面でもメンバーは多忙を極め、ツアー中に計4枚のシングルをリリースし、それに伴うレコーディング・PV撮影・TV出演、同年7月にはイギリスでのライブを実施、翌年に公開された高橋栄樹の監督映画『trancemission』の撮影、同年12月28日には「メカラ ウロコ・9」を行うなど、精力的に活動を行った。
数々のアクシデントにも見舞われ、同年9月9日の香川県県民ホールのライブ終了後、過労によって倒れた吉井が病院へ運ばれる事態に。年始一発目の1999年1月9日には音響スタッフがステージの「奈落」に落下して死亡するなど、メンバーにとっては精神的・体力的にもハードなツアーとなった。
選曲の面でも吉井は苦悩し、前半のホールツアーは「洋楽志向のチャレンジ」として『PUNCH DRUNKARD』のアルバム曲が中心であったが、ツアーラストである1998年10月6日の岡山市市民会館で、吉井が「このツアーは失敗でした」と発言。後半のアリーナツアーからは「エンターテインメントに戻す」とし、アルバム曲を控えて過去のヒット曲を中心に演奏するようになった。
吉井は後に、1999年3月10日に横浜アリーナで行われたファイナルを「覚えてない。お客さんが見えていない」、ツアー全体を「ひたすら打たれ続けてた感じ」と表現した。「PUNCH DRUNKARD TOUR」は延べ55万人を動員し、1年間の経済効果は、グッズ・チケット・CDなどの売上を合わせ、100億円以上になるという。
このツアーのドキュメントとして、2013年9月28日に『パンドラ ザ・イエロー・モンキー PUNCH DRUNKARD TOUR THE MOVIE』が公開されている。

### 外部プロデューサー導入
「PUNCH DRUNKARD TOUR」終了後、吉井は休養期間にシングル候補曲を10曲制作した。さらにバンドサウンドを見直すためのミーティングが行われ、シングル作品に朝本浩文、森俊之、笹路正徳などの外部プロデューサーを導入する「コラボレーションシリーズ」を行う。吉井は「とにかくバンドを続けていくため、2000年はシングルを多くリリースする」という方針に決定。その理由として、「長期間休んだ後に良いものを作れる自信がなかった。バンドの色々なことを一つずつ直していきたかったから」と語っている。
後に吉井は「自分の楽曲を他人に委ねることは、よく考えれば、もう終わったってこと」とし、この時期の活動へ否定的なスタンスに立っているが、反面「このまま手癖で続けるわけにもいかず、30代、40代とバンドを続けていくために必要なことだったのも事実」ともした。また、招聘したプロデューサー陣は「このままがいい」などとし、バンド・吉井の狙いとは裏腹にサウンド面へ変化をもたらすディレクションはあまり受けることはなかったという。
8thアルバム『8』の楽曲のレコーディングのためにロンドンへ向かった際、当時メンバーが多忙だったこともあり、スタジオに吉井一人しかいないという状況が続く。メンバーとの温度差を感じ始めた吉井が、帰国後の2000年3月18日にバンドの所属事務所ボウィンマン（BOWINMAN）に社長含む関係者を集め「俺をクビにしてくれ」と頼み込み、バンドへの不満を投げかけた。バンドは存続したが、「微妙な距離感が生まれた」と吉井は語っている。ただし、後に廣瀬は「俺をクビにしてくれ」という発言の直後に「そりゃねえだろ!」の突っ込みを廣瀬が入れるなど雰囲気は決して暗いばかりではなかったと語っている。
吉井の発言の後、事務所は沈黙が続いたが、そこへコロムビア時代のプロモーション担当者である中原繁の訃報の電話が鳴った。中原はかつて「JAM」を懸命に売り込みヒットに導いた。それまでのヒット路線を逸脱する「JAM」をコロムビアは容易に認めなかったが、そのコロムビア社内にあって中原は奮闘し、『ミュージックステーション』にバンドを引っ張り「JAM」を歌わせた。中原の急死を伝える電話により解散の危機は回避され、「少し休もう」と、THE YELLOW MONKEYは活動休止期間に入ることになった。
2000年7月にリリースされた22ndシングル『パール』、同年7月にリリースされた8thアルバム『8』は吉井のセルフプロデュース作品となった。『8』のアルバムツアーは行われず、国内ロックフェスに参加。しかし、そこでの吉井はノーメイクでジャージ姿という格好で出演。「はたから見ても異常、イエローモンキーを引き受けていない」状態であった。
同年12月30日、『CDTV年越しプレミアライブ』に緊急生出演。吉井が「ツアーが終わったら、俺たちプー太郎になっちゃうけど…」とコメントした後、23rdシングル『BRILLIANT WORLD』を披露し番組のトリを飾る。これが活動休止前の実質THE YELLOW MONKEYとしての最後のTV出演となった。
2001年1月8日に初の東京ドーム公演となる「メカラ ウロコ・8」を行う（詳細は後述）。吉井は「最後の東京ドームのライブは死んでた。（中略）なんの気持ちの昂りもなかった」「とにかくこれをやったら終われる。やっと休める」といった気持ちを持っていたという。初の大舞台にも関わらずメンバーはステージ裏で円陣を組んだり会話をしたりすることもなく淡々としており、「振り返ると、それだけモンスターバンドだったんだなあと。（中略）もう本能でやれる」と胸懐した。

### 活動休止〜解散
「メカラ ウロコ・8」終了後にバンドを活動休止させ、メンバーはそれぞれソロ活動期間となる。ファンは活動再開を待ち望んだが、2004年7月7日に解散を正式発表した。吉井は「解散を伝えたその日に会って、近況を聞いてみたら、皆それぞれやりたいことがあって、バンドに戻れる状態じゃないと思った。各々好きな事をやりながら、年に一回アルバムを作ってライブをするという意見もあったけど、僕にとってこのバンドっていうのは、それじゃ駄目だった」「疲れもあるけど、メンバーがどうこうなんて言えない。バンドを解散させるのは辛いし、メンバーは最高だから、別れるのは寂しいし、心細いんだけど、とにかく解散は僕の我儘で、僕の責任」と語った。逆に、他のメンバーからは「吉井を追い込ませて、感情を吐き出させてやれなかった」「もっと力になってやりたかった」など、互いを擁護する発言が目立った。
同年12月26日、東京ドームで開催された「THE EXHIBTION AND VIDEO FESTIVAL OF THE YELLOW MONKEY メカラ ウロコ・15」の最終日にメンバーが再集結し、9thシングル『JAM』を演奏した。会場中が合唱の中、吉井は「ずっと歌ってて下さい」と言い残し、メンバーは去った。実は去り際にマイクオフの状態で吉井が「ありがとう」と言っているが、会場にはほとんど聞こえていなかったため、物議を醸した。
後に吉井は「マイク通してはね、ダメだったの。（中略）“ありがとう”より“ごめんね”って言いたかったかな」「オフマイクで“ありがとう”って言って、終わらしたくない気持ちがまだ残ってるわけですよ、きっと。言っちゃったらほんとに最後というか…。だからもしかしたら僕の中でイエローモンキーは成仏してないのかもしれない」という心境だったことを明かし、また「JAM」を演奏した後に「THE YELLOW MONKEYは終わりません」というMCを吉井自身も期待していたが、「バンドは完全に終わっているんだということを、演奏しながら感じちゃった」という。

### 再集結
バンド解散後、各メンバーはソロミュージシャンとしての活動を継続。特にフロントマンの吉井は大規模なツアーを行うなど精力的に活動する。THE YELLOW MONKEYとしても、解散後にもかかわらず公式ウェブサイトが開設された。吉井はソロ活動で2007年に「"JAM" 以来」の「空気感が出せた」シングル『バッカ』をリリースし、このミュージック・ビデオの中では「JAM」の映像が使用されている。解散中も様々なミュージシャンがTHE YELLOW MONKEYの各曲をカバーし、披露した。バンドへのトリビュート・アルバム『THIS IS FOR YOU〜THE YELLOW MONKEY TRIBUTE ALBUM』はファンハウスを引き継いだレコード会社アリオラジャパンから2009年にリリースされた。2013年に吉井が「来年から、普通じゃない野良犬に戻ります」を宣言しファン投票ベスト・アルバム『イエモン-FAN'S BEST SELECTION-』（コロムビア）の発売・アルバムリマスター盤の発売・過去のライブDVDのリリースなどが行われた。
解散からの年月は色々なわだかまりを消し去り、吉井はファンが待っていることも分かっていた。吉井はロンドンのハイド・パークで2013年7月6日と7月13日に開催されたローリング・ストーンズの歴史的ライブを観覧し、バンドが宝であると改めて思った。吉井は、もう一回バンドをやってほしいと、かつてのメンバーにロンドンからメールを送信した。その頃の吉井は「憧れのレーベル」であったEMIからソロの諸作品をリリースしていたが、2014年11月18日に古巣コロムビアへの移籍を発表した。それとともにレアコレクションの発売が敢行された。
2016年1月4日、奇しくも申年となったこの年にTHE YELLOW MONKEYの新公式サイトに“Repus”と称した謎のカウントダウンティザー広告が表示され、1月8日がカウントダウンの期日となっていた。また、同じページには英字の暗号文章が記載されており、インターネット上では様々な憶測を呼んだ。そしてカウントダウン当日の1月8日午前0時、公式サイトにて再集結とともに全国ツアー、新ファンクラブ発足を発表。同年元旦より東京・JR渋谷駅前の東急百貨店壁面に「金色のさなぎ」の写真入りポスターが、1枚毎めくられる形で貼られており、8日の午前0時に再集結を知らせる告知が現れた。
各種スポーツ新聞では号外が配られたほか、「イエモン、サル年に復活」が多くの誌面を飾った。
ツアー初日の5月11日は、解散前最後の楽曲にして唯一シングル曲においてコンサート未披露状態にあった「プライマル。」の初演を1曲目としてスタートし（この曲は多数のテレビ、ラジオ、インターネットライブ放送局が生中継した）、さらに「楽園」「BURN」などのファンハウス時代のヒット作を中心に、2月にWeb公開した15年ぶりの最新曲「ALRIGHT」も含めた集大成公演であった。ツアー後半ではコアファン向けに『SICKS』の曲目を中心に一部セットリストを入れ替えている。
吉井は「15年の間様々な事がありました。具体的にはおそ松くんがおそ松さんに変わりました」などと笑いを取る一方で「今日だけは素直に言わせて下さい。ただいま!」と復活の喜びをMCに込め、さらに「今後も継続して活動したいと思いますよ」「このTHE YELLOW MONKEYは生涯解散することはありません」とバンド活動の永続を宣言し、この発言の真意を8月に出演したNHK『SONGS』においても語っている。
2016年はアリーナツアー以外にも「ROCK IN JAPAN FESTIVAL 2016」「SUMMER SONIC 2016」といったフェスへの出演を行い、秋からは全国ホールツアーも行った。12月28日には日本武道館にてTHE YELLOW MONKEYとしては約16年ぶりとなる「THE YELLOW MONKEY SUPER メカラ ウロコ・27」を開催した。
また、7月の「THE MUSIC DAY」への出演を皮切りに、「ミュージックステーション」「SONGS」など多くの音楽番組に出演した。翌年以降もバンドは積極的にテレビ出演を行っていく。12月31日にはバンドにとって悲願であった「NHK紅白歌合戦」に「JAM」で初出場した。
紅白出場後の年明けに出演した「COUNTDOWN JAPAN 16/17」で吉井の声が出なくなるというアクシデントが発生した。
2016年には約15年9ヶ月ぶりとなるシングル「砂の塔」をリリース。表題曲はドラマ「砂の塔〜知りすぎた隣人」の主題歌として制作された。
2017年は秋よりファンクラブツアーを行い、12月には東京ドーム2DAYS公演「THE YELLOW MONKEY SUPER BIG EGG 2017」を開催した。
2018年には各々のソロ活動と並行しながら、新アルバムの制作を開始。ロサンゼルスにてレコーディングを行った。
2019年、19年ぶりのオリジナル・アルバム『9999』を発売。

### 新型コロナの影響とドームツアー
2019年末〜2020年、バンド史上初となる3大ドームツアーを敢行。前年までメカラ ウロコが行われていた、12月28日の名古屋ドームを皮切りに、2月には大阪・京セラドームにて開催。4月にはツアーFINALが東京ドーム2daysで予定されていた。しかし、新型コロナウイルス（COVID-19）の蔓延により、1週間前に開催延期が決定。その後も振替公演の目処も立たず、6月には開催中止が決定した。
水面下での調整が行われる中、東京ドーム2daysに代わる新たな公演「THE YELLOW MONKEY 30th Anniversary Live」の開催が告知される。この公演では、政府のガイドラインに則り、会場のキャパシティの50%以下の動員で東京ドーム・横浜アリーナ・国立代々木競技場 第一体育館・日本武道館の4会場を巡った。ドーム規模での有観客ライブは日本初。朝の新聞広告での「19,000 / 46,902 ここから始めます。」の言葉を合図に、厳戒体制で初日の東京ドーム公演が行われた。本ツアーでは、THE YELLOW MONKEYのライブにおいて欠かせない存在だった歓声・歌唱といった声出し行為が禁止されたが、バンドはそれを逆手に取った企画「Sing Loud」を開催する。自身のスマートフォンやカラオケで収録した歌声・歓声を流すことで、声出しができなくても会場中に観客の声を響かせようという本企画は大成功。配信で観ていた人の中には、実際に歌っているのではないか?と勘違いする人もいたほどだったという。
このように、新型コロナの影響を受けつつもそれに順応して行われた4公演は、新型コロナ陽性者を出すことなく終了宣言を行った。
この公演が終了した2020年12月28日以降、バンドは第2の充電期間に入ることを発表した。
2021年以降ライブこそ行われていないが、ファンクラブコンテンツの更新、スタジオライブ配信、リリシュー盤の発売やそれに伴う4人全員でのYouTube出演などは行っている。
2022年12月28日、翌年12月28日に約3年ぶりの新規公演として日本武道館公演を行うことを発表。
2023年3月に発売したBiSHのラストシングル「Bye-Bye Show」を吉井が楽曲提供し、演奏にはTHE YELLOW MONKEYメンバー全員が参加した。
2023年10月11日、吉井が約2年間にわたる喉、喉頭癌の治療についてを公表。癌自体は根治してはいるものの、万全とはいえないという理由から同年12月28日に開催予定だったバンドの日本武道館公演を中止したうえで、完全復活に向けて歩みを止めないことを発表。さらに昨年より制作を開始し、7月にレコーディングを行った約3年ぶりとなる新曲が11月に公開予定であることが併せて発表され、翌日にはファンクラブ会員向けに、メンバー４人でのメッセージ動画が公開された。

### 再始動
2023年11月17日、20時にファンクラブ会員向け動画にて、2024年4月27日に東京ドーム公演が開催されること、そして新曲「ホテルニュートリノ」がWOWOWドラマ主題歌に決定したことを発表。東京ドーム公演はソロ公演を中止にして以来、2年半ぶりとなる吉井和哉のパフォーマンスとなる。21時には東京ドーム公演及び新曲のニュースが一般向けに公開された。
2023年12月28日、「THE YELLOW MONKEY SUPER BELIEVER. 2023」を開催。ファンクラブ会員限定の無観客生配信を行った。終盤にはアコースティック編成での状態で『Subjective Late Show』『SLEEPLESS IMAGINATION』の2曲を披露し、最後に新曲「ホテルニュートリノ」のMVが公開された。さらに、新曲「ホテルニュートリノ」は、2024年1月1日午前0時より配信開始、そしてMVが公開されることアナウンスがされた。
2024年3月1日、新曲「SHINE ON」のリリースを予告するティザー動画を公開、4月3日にデジタルリリースすることが発表された。
4月3日、前述の通り新曲として「SHINE ON」、そして「ソナタの暗闇」をデジタルリリースすると、5年ぶり10枚目のアルバムである「Sparkle X」が5月29日に発売されることが判明した。同アルバムには「SHINE ON」と「ソナタの暗闇」の他にも、年始にリリースした「ホテルニュートリノ」を含む11曲が収録されていることがわかった。
4月19日、過去のライブ映像を始めとする、さまざまなTHE YELLOW MONKEYの映像が見放題のサブスクリプションサービス「TYM STORAGE」がスタートした。
4月27日、約3年半ぶりの有観客ライブとなる『SHINE ON』を東京ドームにて開催。TYM STORAGEで無料配信も行われた一曲目には、コロナ禍で声援が禁止される中で行った東京ドーム公演で使用したファンが個々に録音した歓声を集めて会場で響かせる「Sing Loud!」企画での音声も流したうえで『バラ色の日々』を披露。最後には「ようやくまたこれが言えるような気がしています」と踏まえたうえで、2001年1月8日に行った実質解散ライブとなった東京ドーム公演を彷彿とさせるかのように「我がTHE YELLOW MONKEYは永久に不滅です」と力強く宣言した。
5月21日、バンドのデビュー記念日となる日に10枚目のアルバム「Sparkle X」の先行試聴会を東京・大阪・名古屋の三大都市で開催。さらに「Sparkle X」を携えた全国ホールツアー、 「THE YELLOW MONKEY TOUR 2024/25 ～Sparkleの惑星X～」の開催を発表。 THE YELLOW MONKEYの全国ホールツアー開催は1998年以来、約26年ぶりとなり、10月15日の神奈川・神奈川県民ホールを皮切りに翌年4月30日の東京・NHKホールまで30公演が開催されたが、BLOCK.1最終日の2024年12月28日の日本武道館公演の終演後、追加公演となる「FINAL BLOCK」の開催が発表された。2025年5月15日の札幌文化芸術劇場hitaruを皮切りに6月13日のKアリーナ横浜までの全5公演が開催された。6月22日にファンクラブ限定の打ち上げ生配信でセルフアンコール公演「THE YELLOW MONKEY TOUR 2024/25 ～Sparkleの惑星X～ -ネ神-」の開催を発表。

## メカラ ウロコ
バンドの誕生日でもある12月28日には、「メカラ ウロコ」という「昔のTHE YELLOW MONKEYに戻る」という趣旨の元、初期の楽曲をメインにしたライブを1996年、1998年、1999年、2001年、2016年、2017年2018年にわたり7度行った。吉井曰く「忘年会も兼ねて」のイベントである。日本武道館が2020年東京五輪のための改修工事により一時的に使用不可となったため、2018年に一度終わらせている。
基本は2部構成で行われ、第1部は通常のバンド演奏、第2部からは「メカラ ウロコ楽団」と呼ばれるオーケストラ団体と共に曲を演奏する（弦編曲と指揮はチェリストの四家卯大が担当）のが通例となっていた。2016年以降は「メカラ ウロコ楽団」としての参加はなく、2016年の「27」は徳澤青弦オーケストラ、2018年の「29」は佐藤万衣子ストリングスがそれぞれ演奏している（2017年はストリングス編成自体がなし）また、ライブの途中ではメンバーが「東京ブギウギ」の替え歌「おそそブギウギ」を歌うのが恒例となっていた。
これらとは別に2004年の解散イベントも「メカラ ウロコ・15」と銘打たれている。また、2009年12月22日に結成20周年記念としてフジテレビで放送された特番も『メカラ ウロコ・20』と釘打たれた。
バンド解散後も吉井は2006年〜2015年、毎年12月28日に日本武道館でライブを行うのが恒例となっていた。ただし、通常のライブツアーの一環として開催される場合が多く「メカラ ウロコ」のタイトルは使われていない。吉井は「バンドが復活するまでは、俺がこの日を守っていきたいという想いから（12月28日に）ソロライブをしていたんです。毎回、メンバーが元気なうちに、またここでやりたいと思っていました」と語っている。
- メカラ ウロコ・7（1996年12月28日（日本武道館））
  - 1st - 3rdアルバムの楽曲が中心で構成され、オープニングの「MORALITY SLAVE」では、1993年に実施された日本青年館でのライブ（life time・SCREEN〜追憶の銀幕〜　東京公演）の演出を再現し、頭に袋を被せた女性（武道館側のNGで今回は裸ではない）を2人から20人に増やして披露された。吉井が自身の自伝にて「いまだに見ますからね。あのライブ映像は。（中略）喜びの部分では、過去にもあれを超えるライブはない」と胸懐する[65]ほど気に入っているライブであり、「いつか完全版を出したい」と綴った約2年後の2009年に完全版の『メカラ ウロコ・LIVE DVD BOX』がリリースされた。ラストでは吉井がレコード会社移籍による心境を語り、移籍後第1弾シングルとなる「楽園」がライブのトリを飾った。
- メカラ ウロコ・9（1998年12月28日（日本武道館））
  - 1997年は『PUNCH DRUNKARD』のレコーディングなどで多忙だったこともあり、1年空いている。「PUNCH DRUNKARD TOUR」中の開催であり、武道館2DAYSの後日でもあったため、充分なリハーサルができない状態であったが、メンバーの強い希望により行われた。前回と同様、1st - 3rdアルバムの楽曲が中心である。アンコールの「MERRY X'MAS」では、吉井が『jaguar hard pain』に登場するマリーに女装して披露された。トリを飾った「SO YOUNG」はこの日が初披露であり、後に18thシングルとしてリリースされた。
- メカラ ウロコ・10（1999年12月28日（日本武道館））
  - 「PUNCH DRUNKARD TOUR」後の活動休止明けに行われた。29日のファンクラブ限定ライブ「We are Petticort Laner de 公演」との2本立てで開催された。女性コーラスとしてロビー・ダンツィ、マナ・リオンの2名、ホーンセクションとしてつづらのあつし（サクソフォーン。管編曲も担当）、青柳誠（サクソフォーン）、佐々木史郎（トランペット）、下神竜哉（トランペット）、清岡太郎（トロンボーン）が参加し、コーラスの2名とつづらの・青柳は翌年に開催されたコンサートツアー「SPRING TOUR」にも帯同している。初めて4thアルバム以降の楽曲も披露され、1st - 6thアルバムまで幅広く選曲された。トリを飾った「バラ色の日々」はこの日がライブ初披露である。
- メカラ ウロコ・8（2001年1月4日（大阪ドーム）、1月8日（東京ドーム））
  - 過去3公演とは異なり、日本武道館以外の会場で行われ、開催日はバンドの誕生日とは無関係である。楽曲はメンバーの「今やりたい曲をやろう」という意向で、アルバム『8』の収録曲を中心に構成されている。吉井曰く「昔の曲でセットリストを組んだら、『8』の収録曲が全然入ってなかった」ために、先述のコンセプトのもとセットリストが組み直されたという。そのためタイトルも11（12）ではなく、アルバムに合わせて『8』となっている。ライブのラストでは吉井が「私たち、普通の野良犬に戻ります!」「我がイエローモンキーは永久に不滅です!」というMCと共に「WELCOME TO MY DOGHOUSE」がトリを飾った。THE YELLOW MONKEY活動休止前最後のライブであり、後に再結成を迎えるまで実質的にバンドのラストライブとなった。
- メカラ ウロコ・27（2016年12月28日（日本武道館））
  - 20年前に初めて行われた「メカラ ウロコ・7」と直前まで行われていたツアー「THE YELLOW MONKEY SUPER JAPAN TOUR -SUBJECTIVE LATE SHOW-」の内容を組み合わせ形で披露。「MORALITY SLAVE」や「真珠色の革命時代(Pearl Light Of Revolution)」などはメカラ ウロコ・7同様の演出で披露され、選曲もインディーズ時代のものから当時の最新曲「砂の塔」まで幅広く選曲された。
- メカラ ウロコ・28（2017年12月28日（福岡 ヤフオク!ドーム））
  - 17年ぶりとなった東京ドーム公演2DAYSの直後、「九州SPECIAL」と銘打ち、選曲や演出を一新して福岡 ヤフオク!ドームで開催された。過去に1度しか披露されていない「Wedding Dress」から始まり、客席内のステージへ移動してのアコースティックアレンジを披露する場面もあった。「追憶のマーメイド」は1995年以来約22年ぶりに披露され、「LOVE LOVE SHOW」は歌詞を博多弁に変えて披露された[66]。
- メカラ ウロコ・29（2018年12月28日（日本武道館））
  - 再集結後も披露されなかった曲が多数を占めた本公演は、1曲目が「ジュディ」で始まり「サイキック No.9」「STONE BUTTERFLY」「DEAR FEELING」「GIRLIE」などアルバム『8』の曲を演奏しつつ、メカラ ウロコ・9の楽曲「Oh! Golden Boys」「DONNA」「仮面劇」「遥かな世界」「街の灯」なども披露された。また、今まで1度も演奏されなかった「薬局へ行こうよ」が初めて演奏され、「甘い経験」「離れるな」などといった「PUNCH DRUNKARD」の曲も演奏された。「毛皮のコートのブルース」をメカラ ウロコで演奏するのは初めてであり、1999年12月29日の「Petticoat Lane de公演」以来の演奏となった。また、新曲を本編で演奏するのは初めてである。最後は、アルバム先行リリースされる新曲「I don't know」で締めくくった。また、メカラ ウロコというタイトルでライブを行うのはこれで最後となった。

## フジロックフェスティバル
1997年7月26日、天神山スキー場（山梨県）で開催された第1回目の「フジロックフェスティバル」1日目に参加。レイジ・アゲインスト・ザ・マシーン（以下RATM）とヘッドライナーのレッド・ホット・チリ・ペッパーズ（以下RHCP）に挟まれ、トリ前での登場というタイムテーブルであった。
この音楽フェスティバルに大勢のファンが駆け付け、朝一番から何百人とステージ最前列に並んだ（このフェスでは、後々まで語り継がれるいわゆる「イエモン地蔵」と呼ばれる現象も発生した）。最前列のため雨中に傘やレインコートも無く、上にノースリーブ・下にスカート・足元にハイヒールかサンダルという格好の女性らの姿がそこにあり、台風直撃も影響して気温の低下もみられた。主催のSMASH代表・日高正博はその光景を見て心配になり、（18時開演予定の）出番まで最前列を一度離れるよう女の子たちに声をかけたところ「こんなに近くで会えるチャンスはない」「離れたら同じ場所にまた戻って来られるようにしてもらえるのか」など、日高に食い下がる事態も起こった。
フー・ファイターズ（以下FF）の演目が始まる頃、大雨の会場はモッシュやクラウド・サーフィングで大盛り上がりになり、既に会場の前方は泥だらけであった。最前列に残っていたファンの女性らは「モッシュに押し潰され、泣きながら、ステージも観ないで、唯々最前列にしがみついてTHE YELLOW MONKEYの出番を待っていた」という。日高はそれらに困ってもいたが、運営責任者としてはこれ以上は危険であり気が気ではなく、ファンのために出番を早めてFFの次（RATMの前）へ振り替えることを提案し、THE YELLOW MONKEYサイドが承諾。しかし、RATMサイドは「自分たちは変更に異論はないが、フェスティバルの流れでいえばFFの後にTHE YELLOW MONKEYが演奏するより、RATMとRHCPの間に（メロウでスローな）THE YELLOW MONKEYが演奏する従来通りの順番のほうが観客全体を落ち着かせ、危険な状態を回避できるのではないか」とアドバイスを送る。フェス全体としてはRATM・RHCPが続くほうがより危険であるというこのアドバイスにより、順番変更は実現しなかったが、日高はトム・モレロと打ち合わせて、ステージ袖に立つ日高とステージ上のトムで時々アイコンタクトをして、日高とトムの判断次第で演奏ストップにしようと決めた。RATMの演奏から15分ほど経過すると、観客はモッシュのマナーが出来ていて、モッシュが潰れたらお互い助け合う様子を見た日高はステージ袖から立ち去った。RATMの演奏は続き、観客は泥まみれになって熱狂した。およそ1時間遅れのスケジュールで行われたRATMの演奏後、30分の休憩を挟み、THE YELLOW MONKEYが登場した。
当日のセットリストは以下の通り。
1. SUCK OF LIFE
2. A HENな飴玉
3. See-Saw Girl
4. TVのシンガー
5. 紫の空
6. RED LIGHT
7. 天国旅行
8. BURN
9. LOVE LOVE SHOW
10. 悲しきASIAN BOY

これらのヒット曲を控えたセットリスト（10曲中7曲がアルバム収録曲）と、台風に伴う豪雨に見舞われた天候もあり観客の反応は芳しくなく、出番を終えたあとの楽屋では他のメンバーが盛り上がる中、吉井は1人憔悴した面持ちで静かに座っていた。後に吉井は自らの自伝で「『洋楽ファンに叩きつけてやる!』って。叩きつけたはいいけども……なんだかわけのわかんないことになっちゃって」「変な話、あのフジロックの挫折感で、解散しちゃったようなもんだから。解散の理由の何%かは」などと回想。セットリストに関しても、「『過去の楽曲で一番ロック的なものを用意してあげなきゃ』って思って、裏目に出たんですね」と反省の弁を述べた。
また、THE YELLOW MONKEY出演を日高に推した渋谷陽一は、この当時に『ROCKIN'ON JAPAN』の邦楽アーティストの人気投票でTHE YELLOW MONKEYが1位に選出されたことを踏まえ、「洋楽のユーザーにとって一番人気のあるバンドであり、それがウケなかったのはプレゼンテーションを間違えたということ」と評価。失敗の要因に「吉井くんの気負いと自意識」を挙げている。
一方、ギターの菊地は「そこまで失敗感はない」とし、「RHCPやFFがノリノリで聴いてくれたこともあり、非常に嬉しかった」と対照的な意見を述べている。

## ミュージック・ビデオ
デビューシングル「 Romantist Taste 」は映画監督 安田潤司が監督。「Love Communication」、「JAM」のミュージック・ビデオは吉井自らの監督で撮影された。次のシングル「SPARK」以降は「パール」と「プライマル。」を除く13曲のシングルで高橋栄樹が監督を務めた。高橋は、時間的な余裕と自由な表現を許容され、ミュージック・ビデオだけでなく映像作品『BLUE FILM』、ライブ・ビデオ『RED TAPE』などを製作し、吉井から「イエローモンキーの第5のメンバー」と言わしめた。
高橋は「LOVE LOVE SHOW」「BURN」を監督した1997年に「SPACE SHOWER Music Video Awards」ベストディレクター賞を受賞している。

## 評価

### 他ミュージシャンからの評価
- hide（X JAPAN）
  - 1993年にソロ活動を開始した頃、ファンを公言して楽曲をとても褒めていたという[76]。また、『ROCKIN'ON JAPAN』1998年6月号にて「自分達がロックを聴いて感じたものをそのまんまビシッとやれている人（曲）は」という問いに対し、具体例として14thシングル『球根』をあげている。
- 美輪明宏
  - 自著である『天声美語』（2000年4月20日発売）の「聴くべきロック系音楽リスト」において「ザ・イエローモンキー吉井和哉のバラードとデオダートとビートルズ」を推薦している。また、美輪は2016年の復活公演に花を贈っているほか、2017年の新ベストプロモーションではオフィシャルキャラクターの声を担当している。
- 桑田佳祐（サザンオールスターズ）
  - テレビ東京の音楽番組『JAPAN COUNTDOWN』（2000年7月22日放送）にて「直球勝負ならイエローモンキーには勝てない」と語った[77]。
  - このほか雑誌『BRIDGE』2001年8月号において「（イエローモンキーの楽曲は）曲もほんといいし、サビがちゃんとある。これが悔しいんだよね」と語ったほか、吉井との「バンドとソロ」をテーマにした対談も行い「（血の繋がった兄弟である）ドラムとギターの関係が良好」ということを一目で見抜いた[78]。
  - 2016年には、自身の番組『桑田佳祐のやさしい夜遊び』において毎年行う邦楽シングルベスト発表企画において復活シングル『砂の塔』を5位に付けて高く評価した[79]。
  - 吉井はTHE YELLOW MONKEY結成以前にサザンオールスターズのコピーバンドでギターを担当していた過去があることを先述の『BRIDGE』での対談や2013年のサザンの35周年を記念して開設されたYahoo! JAPANでの特設サイトでお祝いコメントを寄稿した際に明かしている[78][80]。
  - また、2024年にひたちなかで開催されたROCK IN JAPAN FESTIVALではサザンオールスターズとTHE YELLOW MONKEYのメンバーのステージ上での競演も実現したほか、喉頭がんを経て復帰した吉井の歌えなくなるのではないかという不安に対して、かつて食道がんを克服した桑田が「“時間薬”ってのがあるからさ」「バカヤロー、俺を見ろ!」と楽屋でハッパをかけていたというエピソードを明かした[81]。
- 草野マサムネ（スピッツ）
  - 雑誌『BRIDGE』2007年12月号にてソロ活動中の吉井と対談。イエローモンキーとスピッツの両バンドがメジャーデビューして間もない頃、偶然横のスタジオで練習をしたことがあり「（音漏れの楽曲を聴いて）すげえと思って。その時からもう艶な感じを持ってた」と評価しているほか、メジャーデビュー後1,2枚目のアルバムを聴き「売れなさそうな音楽だが、今聴くとかっこいい。（当時のスピッツにも通ずる点があり）シンパシーを覚える」と語っている。
  - また、同誌にて「（吉井は）ロックスターなカリスマ性がある。それは、絶対自分が持っていない部分」と評価している。
- スティーヴン・タイラー（エアロスミス）
  - 『週刊ビッグコミック・スピリッツ』1998年6月号にて、当時最新シングルだった『球根』を「すごくシンプルなのに、繊細なフィーリングが込められている。すごく気に入ったよ」と絶賛している。
- モーガン・フィッシャー（MOTT THE HOOPLE）
  - 「彼らは大きな心と繊細な気持ち、そして本当の才能を持ち合わせている野郎共だ」と評価している[82]。
- KISS
  - 1995年に音楽雑誌『ロッキンf』で廣瀬がジーン・シモンズと対談し、その時点でシモンズがTHE YELLOW MONKEYのアルバムや映像作品を所持していた事を明かし廣瀬を脅かせている[83]。 日本テレビの情報番組『ZIP!』（2013年10月22日放送）にて「日本のバンドで気に入っているのはTHE YELLOW MONKEYにサザンオールスターズ、そしてX JAPANにはとても影響力があった」「ずっとTHE YELLOW MONKEYとB'zについて勉強したよ」と語っている[84]。
  - 2017年訪日時のインタビューにおいて[85]、シモンズは自身のソロプロジェクト内であれば選曲にルールはないという話の中で、たとえばTHE YELLOW MONKEYの楽曲のカバーも演奏しようと思えばできるのだとバンド名を挙げていた[* 7]。

### THE YELLOW MONKEYから、影響を受けたミュージシャン等
- 椎名林檎
  - NHKの音楽番組『ポップジャム』（2000年2月5日放送）にてファンを公言しており、「吉井和哉にファンレターを送ったことがある」と語っている[77]。
- 研ナオコ
  - ファンを公言しており、2001年1月8日に東京ドームで行われた「メカラ ウロコ・8」にも足を運んでいる。
- 綾小路翔（氣志團）
  - 『ROCK IN JAPAN FES.2006』9月号にてファンを公言しており、吉井の自著である『吉井和哉の㊙おセンチ日記』も読破したと語っている。また、「90年代で、僕みたいな声の人がボーカルを目指すなんてありえなかったんですよ。あの時代でハイトーンではなくミリオンヒットを達成しているのはTHE YELLOW MONKEYくらいではないのかなと思っています」と語っている[86]。
- 藤巻亮太（レミオロメン）
  - 『メカラ ウロコ・20』をはじめ、様々な媒体でファンを公言している。
- 9mm Parabellum Bullet
  - 『メカラ ウロコ・20』をはじめ、様々な媒体でメンバー4人がファンを公言している。バンド編成もTHE YELLOW MONKEYと全く同じ。トリビュート・アルバム『THIS IS FOR YOU〜THE YELLOW MONKEY TRIBUTE ALBUM』に参加したほか、2013年にベスト盤『イエモン-FAN'S BEST SELECTION-』の特設サイトで行われた「私のTHE YELLOW MONKEY『この1曲』」という企画にメンバー4人が参加し、コメントを寄せている[87]。
- THE BACK HORN
  - 『THIS IS FOR YOU〜THE YELLOW MONKEY TRIBUTE ALBUM』に「球根」のカバーで参加。特にドラムの松田とギターの菅波が影響を受けており、THE BACK HORN結成前の面識の無い時期に同じ会場の近い場所でTHE YELLOW MONKEYのライブを見ていた事が後に判明したと語っている。
- DAIGO（BREAKERZ）
  - 『メカラ ウロコ・20』でファンを公言している。THE YELLOW MONKEYについて「4人が演奏した瞬間に全ての空気を変えてしまうようなバンドのパワーを感じる」と評価している。また、「メカラ ウロコ・8」にも足を運び、「ドームの広さを感じず、ライブハウスのようだった」と語っている。
- 中田裕二（椿屋四重奏）
  - ファンを公言しており、トリビュート・アルバムにも参加している。「俺にとってのアイドル」「THE YELLOW MONKEYを聴くようになってからリフ中心の曲作りに変わった」と語っている[88]。
- 吉田佳史（TRICERATOPS）
  - ファンを公言しており、トリビュートアルバムにも参加している。吉井もTRICERATOPSをとても気に入っておりベストアルバム発売時にコメントを寄せたほか、2007年には吉井とTRICERATOPSで「JAM」をセッション、その後も度々共演し、吉田に関しては2009年以降ほぼすべてのライブ・レコーディングで吉井のサポートドラマーを務めている。「グラムロックというよりも、もっと洗練されている感じ」「メンバーそれぞれめちゃくちゃキャラが立っている」と語っている[89]。
- 松尾潔（CHEMISTRYプロデューサー）
  - 松尾はCHEMISTRY活動再開の理想的な前例としてTHE YELLOW MONKEY再集結を最初にイメージした[90]。
- キタニタツヤ  　 
  - BS TBS「Sound inn S」出演時に、THE YELLOW MONKEYのファンであり、吉井和哉を「男として憧れる対象」と語った。  声変わりのタイミングで自身の歌について悩んだことがあり、その時出会ったかっこいい歌い方の模範的存在として「バラ色の日々」を歌う吉井和哉を挙げている。同曲はカラオケで一番歌ってきた曲でもあるという。

## ディスコグラフィ

### シングル

#### CDシングル
|      | リリース日     | タイトル                 | 規格   | 規格品番           | オリコン最高位 | 初収録アルバム                                                              |
| ---- | -------------- | ------------------------ | ------ | ------------------ | -------------- | --------------------------------------------------------------------------- |
| 1st  | 1992年5月21日  | Romantist Taste          | 8cmCD  | CODA-17            | 圏外           | THE NIGHT SNAILS AND PLASTIC BOOGIE                                         |
| 2nd  | 1993年3月1日   | アバンギャルドで行こうよ | 8cmCD  | CODA-142           | 圏外           | EXPERIENCE MOVIE                                                            |
| 3rd  | 1994年2月21日  | 悲しきASIAN BOY          | 8cmCD  | CODA-305           | 97位           | jaguar hard pain                                                            |
| 4th  | 1994年7月21日  | 熱帯夜                   | 8cmCD  | CODA-459           | 59位           | smile                                                                       |
| 5th  | 1995年1月21日  | Love Communication       | 8cmCD  | CODA-567           | 29位           | smile                                                                       |
| 6th  | 1995年3月1日   | 嘆くなり我が夜のFantasy  | 8cmCD  | CODA-608           | 34位           | smile                                                                       |
| 7th  | 1995年7月21日  | 追憶のマーメイド         | 8cmCD  | CODA-715           | 19位           | FOUR SEASONS                                                                |
| 8th  | 1995年9月30日  | 太陽が燃えている         | 8cmCD  | CODA-731           | 9位            | FOUR SEASONS                                                                |
| 9th  | 1996年2月29日  | JAM/Tactics              | 8cmCD  | CODA-834           | 6位            | TRIAD YEARS actI〜THE VERY BEST OF THE YELLOW MONKEY (#1) FOUR SEASONS (#2) |
| 10th | 1996年7月10日  | SPARK                    | 8cmCD  | CODA-970           | 3位            | TRIAD YEARS actI〜THE VERY BEST OF THE YELLOW MONKEY                        |
| 11th | 1996年11月25日 | 楽園                     | 8cmCD  | FHDF-1593          | 3位            | SICKS                                                                       |
| 12th | 1997年4月19日  | LOVE LOVE SHOW           | 8cmCD  | FHDF-1621          | 4位            | PUNCH DRUNKARD                                                              |
| 13th | 1997年7月24日  | BURN                     | 8cmCD  | FHDF-1644          | 2位            | PUNCH DRUNKARD                                                              |
| 14th | 1998年2月4日   | 球根                     | 8cmCD  | FHDF-1672          | 1位            | PUNCH DRUNKARD                                                              |
| 15th | 1998年6月3日   | 離れるな                 | 8cmCD  | FHDF-1688          | 15位           | PUNCH DRUNKARD                                                              |
| 16th | 1998年8月21日  | SUGAR FIX                | 12cmCD | FHCF-2428          | 5位            | -                                                                           |
| 17th | 1998年10月21日 | MY WINDING ROAD          | 8cmCD  | FHDF-1697          | 5位            | 8（初回限定盤ボーナスCD）                                                   |
| 18th | 1999年3月3日   | SO YOUNG                 | 8cmCD  | FHDF-1713          | 5位            | 8（初回限定盤ボーナスCD）                                                   |
| 19th | 1999年12月8日  | バラ色の日々             | 12cmCD | FHCF-5001          | 4位            | 8                                                                           |
| 20th | 2000年1月26日  | 聖なる海とサンシャイン   | 12cmCD | FHCF-5002          | 9位            | 8                                                                           |
| 21st | 2000年4月5日   | SHOCK HEARTS             | 12cmCD | FHCF-5007          | 3位            | 8                                                                           |
| 22nd | 2000年7月12日  | パール                   | 12cmCD | FHCF-5011          | 6位            | 8                                                                           |
| 23rd | 2000年11月1日  | BRILLIANT WORLD          | 12cmCD | FHCF-5019          | 5位            | GOLDEN YEARS Singles 1996-2001                                              |
| 24th | 2001年1月31日  | プライマル。             | 12cmCD | FHCF-5024          | 3位            | GOLDEN YEARS Singles 1996-2001                                              |
| 25th | 2016年10月19日 | 砂の塔                   | 12cmCD | COCA-17240(初回盤) | 2位            | 9999                                                                        |
| 25th | 2016年10月19日 | 砂の塔                   | 12cmCD | COCA-17241(通常盤) | 2位            | 9999                                                                        |
| 26th | 2025年7月9日   | CAT CITY                 | 12cmCD |                    | 3位            |                                                                             |
| 26th | 2025年7月9日   | CAT CITY                 | 12cmCD |                    | 3位            |                                                                             |

#### デジタル・シングル
| リリース日     | タイトル           | 規格                   | 規格品番     | 初収録アルバム           | 備考                                                                                       |
| -------------- | ------------------ | ---------------------- | ------------ | ------------------------ | ------------------------------------------------------------------------------------------ |
| 2017年9月13日  | ZIGGY STARDUST     | デジタル・ダウンロード | -            | -                        | 3か月連続配信リリース第1弾。スタジオ音源のみ。Amazon限定配信。デヴィッド・ボウイのカバー。 |
| 2017年10月27日 | Stars              | デジタル・ダウンロード | COKM-40181   | 9999                     | 3か月連続配信リリース第2弾。各配信サイトにて配信。                                         |
| 2017年11月29日 | Horizon            | デジタル・ダウンロード | COKM-40182   | 9999                     | 3か月連続配信リリース第3弾。各配信サイトにて配信。                                         |
| 2018年11月9日  | 天道虫             | デジタル・ダウンロード | 190295522988 | 9999                     |                                                                                            |
| 2019年10月30日 | DANDAN             | デジタル・ダウンロード | 190295330323 | Sparkle X -Complete Box- | 結成30周年記念シングル。                                                                   |
| 2020年3月13日  | 未来はみないで     | デジタル・ダウンロード | 190295265915 | Sparkle X -Complete Box- | 『30th Anniversary Memorial Gift』収録曲。                                                 |
| 2024年1月1日   | ホテルニュートリノ | デジタル・ダウンロード |              | Sparkle X                | WOWOW連続ドラマW-30 「東京貧困女子。-貧困なんて他人事だと思ってた-」主題歌。               |

#### その他のシングル
|                      | リリース日     | タイトル                         | 規格                   | 規格品番               | オリコン最高位 | 備考                                                                                           |
| -------------------- | -------------- | -------------------------------- | ---------------------- | ---------------------- | -------------- | ---------------------------------------------------------------------------------------------- |
| 企画                 | 2012年10月10日 | Romantist Taste 2012             | 12cmCD                 | COCA-16672             | 5位            | 1stシングル『Romantist Taste』の新リミックス版。ボーナストラックとして、ライブ音源を12曲収録。 |
| ファンクラブ限定配信 | 2016年2月12日  | ALRIGHT                          | デジタル・ダウンロード | -                      | -              | 25thシングル『砂の塔』のB面に収録。                                                            |
| ファンクラブ限定配信 | 2017年3月17日  | ロザーナ                         | デジタル・ダウンロード | -                      | -              | 『THE YELLOW MONKEY IS HERE. NEW BEST』の早期購入特典CD、『9999』に収録。                      |
| 特典                 | 2017年5月21日  | ロザーナ                         | 12cmCD                 | PRCL-10124             | -              | 『THE YELLOW MONKEY IS HERE. NEW BEST』の早期購入特典CD、『9999』に収録。                      |
| LP                   | 2018年1月8日   | ZIGGY STARDUST                   | 7inchLP                | TYMS-003(完全受注生産) | -              | A面はスタジオ音源、B面はライブ音源。Amazon限定盤。デヴィッド・ボウイのカバー。                 |
| ファンクラブ限定配信 | 2023年11月17日 | ホテルニュートリノ -Teaser Edit- | デジタル・ダウンロード | -                      | -              | WOWOW連続ドラマW-30『東京貧困女子。-貧困なんて他人事だと思ってた-』主題歌。                    |

### アルバム

#### オリジナル・アルバム
|              | リリース日     | タイトル                                                                         | 規格         | 規格品番                       | オリコン最高位  |
| ------------ | -------------- | -------------------------------------------------------------------------------- | ------------ | ------------------------------ | --------------- |
| インディーズ | 1991年7月21日  | Bunched Birth                                                                    | CD           | EB-306                         | 40位 （再発盤） |
| インディーズ | 1996年12月21日 | Bunched Birth                                                                    | CD           | EB-306                         | 40位 （再発盤） |
| インディーズ | 2013年12月4日  | Bunched Birth                                                                    | Blu-spec CD2 | POCS-1119                      | 40位 （再発盤） |
| 1st          | 1992年6月21日  | THE NIGHT SNAILS AND PLASTIC BOOGIE (夜行性のかたつむり達とプラスチックのブギー) | CD           | COCA-9797                      | 79位            |
| 1st          | 2000年8月19日  | THE NIGHT SNAILS AND PLASTIC BOOGIE (夜行性のかたつむり達とプラスチックのブギー) | CD           | COCA-50366                     | 79位            |
| 1st          | 2013年12月4日  | THE NIGHT SNAILS AND PLASTIC BOOGIE (夜行性のかたつむり達とプラスチックのブギー) | Blu-spec CD2 | COCP-38275                     | 79位            |
| 1st          | 2023年1月11日  | THE NIGHT SNAILS AND PLASTIC BOOGIE (夜行性のかたつむり達とプラスチックのブギー) | LP(2枚組)    | COJA-9457/8                    | 79位            |
| 2nd          | 1993年3月1日   | EXPERIENCE MOVIE (未公開のエクスペリエンス・ムービー)                            | CD           | COCA-10630                     | 80位            |
| 2nd          | 2000年8月19日  | EXPERIENCE MOVIE (未公開のエクスペリエンス・ムービー)                            | CD           | COCA-50367                     | 80位            |
| 2nd          | 2013年12月4日  | EXPERIENCE MOVIE (未公開のエクスペリエンス・ムービー)                            | Blu-spec CD2 | COCP-38276                     | 80位            |
| 2nd          | 2023年1月11日  | EXPERIENCE MOVIE (未公開のエクスペリエンス・ムービー)                            | LP(2枚組)    | COJA-9459/60                   | 80位            |
| 3rd          | 1994年3月1日   | jaguar hard pain 1944-1994                                                       | CD           | COCA-11539                     | 28位            |
| 3rd          | 2000年8月19日  | jaguar hard pain 1944-1994                                                       | CD           | COCA-50368                     | 28位            |
| 3rd          | 2013年12月4日  | jaguar hard pain 1944-1994                                                       | Blu-spec CD2 | COCP-38277                     | 28位            |
| 3rd          | 2023年1月11日  | jaguar hard pain 1944-1994                                                       | LP(2枚組)    | COJA-9461/2                    | 28位            |
| 4th          | 1995年2月1日   | smile                                                                            | CD           | COCA-12258                     | 4位             |
| 4th          | 1995年7月21日  | smile                                                                            | MD           | COYA-54                        | 4位             |
| 4th          | 2000年8月19日  | smile                                                                            | CD           | COCA-50369                     | 4位             |
| 4th          | 2013年12月4日  | smile                                                                            | Blu-spec CD2 | COCP-38278                     | 4位             |
| 4th          | 2023年1月11日  | smile                                                                            | LP(2枚組)    | COJA-9463/4                    | 4位             |
| 5th          | 1995年11月1日  | FOUR SEASONS                                                                     | CD           | COCA-12994                     | 1位             |
| 5th          | 2000年8月19日  | FOUR SEASONS                                                                     | CD           | COCA-50370                     | 1位             |
| 5th          | 2013年12月4日  | FOUR SEASONS                                                                     | Blu-spec CD2 | COCP-38279                     | 1位             |
| 5th          | 2023年1月11日  | FOUR SEASONS                                                                     | LP(2枚組)    | COJA-9465/6                    | 1位             |
| 6th          | 1997年1月22日  | SICKS                                                                            | CD           | FHCF-2355                      | 1位             |
| 6th          | 2010年1月22日  | SICKS                                                                            | LP(2枚組)    | BVJL-2/3                       | 1位             |
| 6th          | 2013年12月4日  | SICKS                                                                            | Blu-spec CD2 | BVCL-30010                     | 1位             |
| 6th          | 2023年1月11日  | SICKS                                                                            | LP(2枚組)    | BVJL-80/1                      | 1位             |
| 7th          | 1998年3月4日   | PUNCH DRUNKARD                                                                   | CD           | FHCF-2412                      | 1位             |
| 7th          | 2013年12月4日  | PUNCH DRUNKARD                                                                   | Blu-spec CD2 | BVCL-30011                     | 1位             |
| 7th          | 2023年1月11日  | PUNCH DRUNKARD                                                                   | LP(2枚組)    | BVJL-82/3                      | 1位             |
| 8th          | 2000年7月26日  | 8                                                                                | CD(2枚組)    | FHCF-2501                      | 2位             |
| 8th          | 2000年7月26日  | 8                                                                                | CD           | FHCF-2501                      | 2位             |
| 8th          | 2013年12月4日  | 8                                                                                | Blu-spec CD2 | BVCL-30013                     | 2位             |
| 8th          | 2023年1月11日  | 8                                                                                | LP(2枚組)    | BVJL-84/5                      | 2位             |
| 9th          | 2019年4月17日  | 9999                                                                             | CD+DVD       | WPZL-31619/20(初回生産限定盤)  | 3位             |
| 9th          | 2019年4月17日  | 9999                                                                             | CD           | WPCL-13119(通常盤)             | 3位             |
| 9th          | 2019年4月17日  | 9999                                                                             | LP(2枚組)    | WPJL-10119/20                  | 3位             |
| 10th         | 2024年5月29日  | Sparkle X                                                                        | CD+DVD       | WPZL-32128/29 (初回生産限定盤) | 1位             |
| 10th         | 2024年5月29日  | Sparkle X                                                                        | CD           | WPCL-13560 (通常盤)            | 1位             |
| 10th         | 2024年7月24日  | Sparkle X                                                                        | LP(2枚組)    | WPJL-10220/1                   | 1位             |

#### ベスト・アルバム
| リリース日    | タイトル                                                     | 規格                                        | 規格品番              | オリコン最高位 | 備考                                                                                             |
| ------------- | ------------------------------------------------------------ | ------------------------------------------- | --------------------- | -------------- | ------------------------------------------------------------------------------------------------ |
| 1996年12月7日 | TRIAD YEARS actI〜THE VERY BEST OF THE YELLOW MONKEY         | CD                                          | COCA-13914            | 2位            | TRIAD YEARSの第1弾。 非公認アルバム。 ミリオンセラーとなり、バンド史上最大のヒット。             |
| 1997年4月19日 | TRIAD YEARS actII〜THE VERY BEST OF THE YELLOW MONKEY        | CD                                          | COCA-14101            | 2位            | TRIAD YEARSの第2弾。 非公認アルバム。                                                            |
| 2001年3月1日  | TRIAD YEARS actI & actII〜THE VERY BEST OF THE YELLOW MONKEY | CD(2枚組)                                   | COCP-50486/7          | 25位           | TRIAD YEARS actI & actIIのセット。 非公認アルバム（再発時には所属事務所BAJのロゴが明記された）。 |
| 2013年12月4日 | TRIAD YEARS actI & actII〜THE VERY BEST OF THE YELLOW MONKEY | Blu-spec CD2(2枚組)                         | COCP-38280/1          | 25位           | TRIAD YEARS actI & actIIのセット。 非公認アルバム（再発時には所属事務所BAJのロゴが明記された）。 |
| 2004年12月8日 | MOTHER OF ALL THE BEST                                       | CD(3枚組)                                   | BVCR-18040/2          | 5位            | メンバー自らがセレクションしたベストアルバム。                                                   |
| 2004年12月8日 | MOTHER OF ALL THE BEST                                       | CD(2枚組)                                   | BVCR-18043/4          | 5位            | メンバー自らがセレクションしたベストアルバム。                                                   |
| 2013年12月4日 | MOTHER OF ALL THE BEST                                       | Blu-spec CD2(2枚組)                         | BVCL-30015/6          | 5位            | メンバー自らがセレクションしたベストアルバム。                                                   |
| 2013年7月31日 | イエモン-FAN'S BEST SELECTION-                               | Blu-spec CD2+DVD                            | COZP-786/7            | 2位            | ファン投票によるベストアルバム。                                                                 |
| 2013年7月31日 | イエモン-FAN'S BEST SELECTION-                               | Blu-spec CD2                                | COCP-38132            | 2位            | ファン投票によるベストアルバム。                                                                 |
| 2017年5月21日 | THE YELLOW MONKEY IS HERE. NEW BEST                          | CD+『2017 LIMITED SPECIAL SINGLE CD』特典付 | COCP-39968            | 1位            | 前作『イエモン-FAN'S BEST SELECTION-』の収録楽曲を新録したアルバム。                             |
| 2017年5月21日 | THE YELLOW MONKEY IS HERE. NEW BEST                          | LP(2枚組)                                   | COJA-9324/5           | 1位            | 前作『イエモン-FAN'S BEST SELECTION-』の収録楽曲を新録したアルバム。                             |
| 2017年5月21日 | THE YELLOW MONKEY IS HERE. NEW BEST                          | CD(2枚組)                                   | COCP-1001/2(FC限定盤) | 1位            | 前作『イエモン-FAN'S BEST SELECTION-』の収録楽曲を新録したアルバム。                             |

#### シングル・コレクション
| リリース日     | タイトル                            | 規格         | 規格品番   | オリコン最高位 | 備考                                                                                            |
| -------------- | ----------------------------------- | ------------ | ---------- | -------------- | ----------------------------------------------------------------------------------------------- |
| 1998年12月10日 | THE YELLOW MONKEY SINGLE COLLECTION | CD           | COCP-50016 | 10位           | TRIAD時代のシングルコレクション。 非公認アルバム（再発時には所属事務所BAJのロゴが明記された）。 |
| 2013年12月4日  | THE YELLOW MONKEY SINGLE COLLECTION | Blu-spec CD2 | COCP-38282 | 10位           | TRIAD時代のシングルコレクション。 非公認アルバム（再発時には所属事務所BAJのロゴが明記された）。 |
| 2001年6月13日  | GOLDEN YEARS Singles 1996-2001      | CD           | FHCF-2530  | 2位            | ファンハウス時代のシングルコレクション。                                                        |
| 2013年12月4日  | GOLDEN YEARS Singles 1996-2001      | Blu-spec CD2 | BVCL-30014 | 2位            | ファンハウス時代のシングルコレクション。                                                        |

#### ライブ・アルバム
| リリース日    | タイトル  | 規格         | 規格品番      | オリコン最高位 | 備考 |
| ------------- | --------- | ------------ | ------------- | -------------- | --- |
| 1999年5月26日 | SO ALIVE  | CD           | FHCF-2457     | 3位            | 「PUNCH DRUNKARD TOUR 1998/99」からメンバー自らがセレクションしたアルバム。 |
| 2013年12月4日 | SO ALIVE  | Blu-spec CD2 | BVCL-30012    | 3位            | 「PUNCH DRUNKARD TOUR 1998/99」からメンバー自らがセレクションしたアルバム。 |
| 2021年2月3日  | Live Loud | CD(初回盤)   | WPCL-13269/70 | 1位            | 結成30周年記念企画の一環で発売。「30th Anniversary DOME TOUR」のナゴヤドーム公演、京セラドーム公演、「30th Anniversary LIVE」の東京ドーム公演からファン投票によって曲が決定。2020年12月28日の「30th Anniversary LIVE」日本武道館公演終演後に収録曲発表。 |
| 2021年2月3日  | Live Loud | CD(通常盤)   | WPCL-13271    | 1位            | 結成30周年記念企画の一環で発売。「30th Anniversary DOME TOUR」のナゴヤドーム公演、京セラドーム公演、「30th Anniversary LIVE」の東京ドーム公演からファン投票によって曲が決定。2020年12月28日の「30th Anniversary LIVE」日本武道館公演終演後に収録曲発表。 |

#### トリビュート・アルバム
| リリース日    | タイトル                                         | 規格      | 規格品番  | オリコン最高位 | 備考                             |
| ------------- | ------------------------------------------------ | --------- | --------- | -------------- | -------------------------------- |
| 2009年12月9日 | THIS IS FOR YOU〜THE YELLOW MONKEY TRIBUTE ALBUM | CD(2枚組) | BVCL-50/1 | 6位            | 結成20周年記念企画の一環で発売。 |

#### 再発盤
| リリース日     | タイトル                                                                                          | 規格              | 規格品番     | オリコン最高位 | 備考 |
| -------------- | ------------------------------------------------------------------------------------------------- | ----------------- | ------------ | -------------- | --- |
| 2010年1月22日  | COMPLETE SICKS                                                                                    | CD(2枚組)+DVD     | BVCL-20025/7 | 6位            | 6thアルバム完全盤。 結成20周年記念企画の一環で発売。 完全生産限定盤。 Blu-spec CD+CD+DVDの3枚組。                                                    |
| 2019年12月4日  | 30th Anniversary『9999+1』-GRATEFUL SPOONFUL EDITION-                                             | CD+DVD+PHOTO      | WPZL-31703/4 | 2位            | 9thアルバム完結盤。 結成30周年記念企画の一環で発売。 完全生産限定盤。 CD+DVD+PHOTOのA4版スペシャルパッケージ。                                       |
| 2022年4月14日  | THE NIGHT SNAILS AND PLASTIC BOOGIE(夜行性のかたつむり達とプラスチックのブギー)＜Deluxe Edition＞ | CD(2枚組)+DVD     | COZP-1889/91 | 5位            | 1stアルバムのDeluxe Edition盤。 デビュー30周年記念作品の第1弾として発売。 6thシングル「嘆くなり我が夜のFantasy」のデモカセットテープの復刻版も付属。 |
| 2024年12月28日 | jaguar hard pain 1944-1994 <PERFECT BOX>                                                          | CD(2枚組)+Blu-ray | COZP-2147/49 | 位             | 3rdアルバムのPERFECT BOX。 オリジナルアルバム発売30周年記念して発売。                                                                                |

#### デジタル・アルバム
| リリース日   | タイトル       | 規格                   | 規格品番     | オリコン順位 | 備考 |
| ------------ | -------------- | ---------------------- | ------------ | ------------ | ---- |
| 2022年1月8日 | 30years 30hits | デジタル・ダウンロード | 190296311703 |              |      |

#### ボックス・セット
| リリース日     | タイトル           | 規格 | 規格品番     | オリコン最高位 | 備考                                                                           |
| -------------- | ------------------ | ---- | ------------ | -------------- | ------------------------------------------------------------------------------ |
| 1997年12月10日 | TRIAD COMPLETE BOX | 6CD  | COCA-14660/5 | 14位           | TRIADよりリリースされた全ての音源を網羅したボックス・セット。 非公認アルバム。 |

#### 参加オムニバス・アルバム
| リリース日     | タイトル                                                            | 規格 | 規格品番   | 備考 |
| -------------- | ------------------------------------------------------------------- | ---- | ---------- | --- |
| 1996年8月31日  | MOTH POET HOTEL〜A TRIBUTE TO MOTT THE HOOPLE                       | CD   | COCA-13627 | TRIADよりリリース。3曲目に吉井の日本語詞によるモット・ザ・フープル「ホナルーチ・ブギ」のカバーを収録。吉井はMoth Poet All Stars（モス・ポエト・オールスターズ）として1曲目「すべての若き野郎ども」（英語詞）メドレーに参加。                     |
| 1997年11月21日 | T・レックス・トリビュート・アルバム〜ブギー・ウィズ・ザ・ウイザード | CD   | TECW-30613 | 2曲目に吉井の日本語詞によるT・レックス「ティル・ドーン」のカバーを収録。吉井はBolan's children（ボランズ・チルドレン）として最終曲「T・レックス・トリビュート・メドレー」の「20センチュリー・ボーイ」「ゲット・イット・オン」（英語詞）に参加。  |
| 1998年2月25日  | 地獄の賞賛〜KISS トリビュート・イン・ジャパン                       | CD   | PHCL-5085  | 1曲目にKISS「Shout It Out Loud」（狂気の叫び）のカバーを収録。英語詞。 |
| 2017年9月13日  | T. Rex Tribute 〜Sitting Next To You〜 presented by Rama Amoeba     | CD   | VICL-64822 | マーク・ボラン生誕70年/没後40年記念アルバム。3曲目「Light Of Love」（マーク・ボラン作曲）、11曲目「The Prettiest Star」（デヴィッド・ボウイ作曲）、12曲目「Sitting Next To You」（ボラン&ボウイ作曲）のカバーにTHE YELLOW MONKEYメンバーが参加。 |

### 映像作品

#### ミュージック・ビデオ
| リリース日     | タイトル                            | 規格 | 規格品番   |
| -------------- | ----------------------------------- | ---- | ---------- |
| 1996年3月30日  | CLIPS Video Collection 1992〜1996   | VHS  | COVA-4680  |
| 1996年3月30日  | CLIPS Video Collection 1992〜1996   | LD   | COLA-3196  |
| 2000年12月9日  | CLIPS Video Collection 1992〜1996   | DVD  | COBA-50449 |
| 1998年11月18日 | CLIPS 2 Video Collection 1996〜1998 | VHS  | FHVF-1130  |
| 1998年11月18日 | CLIPS 2 Video Collection 1996〜1998 | LD   | FHLF-1130  |
| 2000年12月9日  | CLIPS 2 Video Collection 1996〜1998 | DVD  | FHBF-1005  |
| 2001年3月14日  | CLIPS 3 Video Collection 1999〜2001 | VHS  | FHVF-1147  |
| 2001年3月14日  | CLIPS 3 Video Collection 1999〜2001 | DVD  | FHVF-1007  |

#### ライブ・ビデオ
| リリース日     | タイトル                                                                | 規格         | 規格品番               |
| -------------- | ----------------------------------------------------------------------- | ------------ | ---------------------- |
| 1993年9月1日   | life Time・SCREEN〜追憶の銀幕〜                                         | VHS          | COVA-4282              |
| 2000年12月9日  | life Time・SCREEN〜追憶の銀幕〜                                         | DVD          | COBA-50447             |
| 1995年7月21日  | Cherry Blossom Revolution-Live at BUDOKAN-                              | VHS          | COVA-4579              |
| 2000年12月9日  | Cherry Blossom Revolution-Live at BUDOKAN-                              | DVD          | COBA-50448             |
| 1996年10月21日 | TRUE MIND TOUR '95-'96 FOR SEASON:in motion                             | VHS          | COVA-4800              |
| 1996年10月21日 | TRUE MIND TOUR '95-'96 FOR SEASON:in motion                             | LD           | COLA-3230              |
| 2000年12月9日  | TRUE MIND TOUR '95-'96 FOR SEASON:in motion                             | DVD          | COBA-50450             |
| 1997年12月3日  | RED TAPE                                                                | VHS          | FHVF-1127              |
| 2000年12月9日  | RED TAPE                                                                | DVD          | FHBF-1004              |
| 1998年10月21日 | メカラ ウロコ・7                                                        | VHS          | COVA-6252              |
| 2000年12月9日  | メカラ ウロコ・7                                                        | DVD          | FHBF-50451             |
| 1999年6月23日  | PUNCH DRUNKARD TOUR 1998/99 FINAL 3.10 横浜アリーナ                     | VHS          | FHVF-1133              |
| 1999年6月23日  | PUNCH DRUNKARD TOUR 1998/99 FINAL 3.10 横浜アリーナ                     | 2LD          | FHLF-1133/4            |
| 2000年12月9日  | PUNCH DRUNKARD TOUR 1998/99 FINAL 3.10 横浜アリーナ                     | DVD          | FHBF-1006              |
| 1999年12月10日 | jaguar hard pain Live'94                                                | VHS          | COVA-50201             |
| 2000年12月9日  | jaguar hard pain Live'94                                                | DVD          | COBA-50452             |
| 2000年12月9日  | SPRING TOUR                                                             | VHS          | FLVF-1146              |
| 2000年12月9日  | SPRING TOUR                                                             | DVD          | FLBF-1002              |
| 2004年12月28日 | THE YELLOW MONKEY LIVE AT TOKYO DOME                                    | 2DVD         | BVBR-11050/1           |
| 2004年12月28日 | THE YELLOW MONKEY LIVE AT TOKYO DOME                                    | 2DVD         | BVBR-11052/3（初回盤） |
| 2012年10月21日 | TRUE MIND "NAKED"                                                       | 5DVD         | XT-3262/6（初回盤）    |
| 2012年10月21日 | TRUE MIND "NAKED" -TOUR '96 "FOR SEASON" at 日本武道館-                 | 2DVD         | COBA-6350/1            |
| 2012年10月21日 | TRUE MIND "NAKED" -TOUR '96 FOR SEASON "野性の証明" at NHKホール-       | 2DVD         | COBA-6352/3            |
| 2012年12月3日  | RED TAPE "NAKED"                                                        | 5DVD         | XT-3270/4（初回盤）    |
| 2012年12月3日  | RED TAPE "NAKED" -ARENA TOUR '97 "FIX THE SICKS" at 横浜アリーナ-       | 2DVD         | COBA-6387/8            |
| 2012年12月3日  | RED TAPE "NAKED" -TOUR '97 〜紫の炎〜 at 西宮スタジアム-                | 2DVD         | COBA-6389/90           |
| 2016年10月19日 | THE YELLOW MONKEY SUPER JAPAN TOUR 2016 -SAITAMA SUPER ARENA 2016.7.10- | Blu-ray      | COXA-1143              |
| 2016年10月19日 | THE YELLOW MONKEY SUPER JAPAN TOUR 2016 -SAITAMA SUPER ARENA 2016.7.10- | 2DVD         | COBA-6924/5            |
| 2019年8月2日   | THE YELLOW MONKEY SUPER BIG EGG 2017                                    | Blu-ray      | COXA-1180              |
| 2019年8月2日   | THE YELLOW MONKEY SUPER BIG EGG 2017                                    | 2DVD         | COBA-7091/2            |
| 2021年3月10日  | THE YELLOW MONKEY 30th Anniversary LIVE DOME SPECIAL 2020.11.03         | Blu-ray      | WPXL-90245             |
| 2021年3月10日  | THE YELLOW MONKEY 30th Anniversary LIVE DOME SPECIAL 2020.11.03         | 2DVD         | WPBL-90567/8           |
| 2022年5月11日  | SPRING TOUR "NAKED"                                                     | 2Blu-ray+2CD | BVXL-100/103（初回盤） |
| 2022年5月11日  | SPRING TOUR "NAKED"                                                     | Blu-ray      | BVXL-104               |
| 2024年10月9日  | THE YELLOW MONKEY SUPER BIG EGG 2024 “SHINE ON”                         | Blu-ray      | WPXL-90324             |
| 2024年10月9日  | THE YELLOW MONKEY SUPER BIG EGG 2024 “SHINE ON”                         | 2DVD         | WPBL-90662/3           |

#### BOX
| リリース日    | タイトル                                                                     | 規格       | 規格品番      |
| ------------- | ---------------------------------------------------------------------------- | ---------- | ------------- |
| 2004年12月8日 | THE YELLOW MONKEY CLIP BOX                                                   | 3DVD       | COBA-50833/5  |
| 2004年12月8日 | THE YELLOW MONKEY LIVE BOX                                                   | 9DVD       | COBA-50836/44 |
| 2009年12月9日 | メカラ ウロコ・LIVE DVD BOX                                                  | 9DVD       | BVBL-20/8     |
| 2021年3月10日 | 30th Anniversary THE YELLOW MONKEY SUPER DOME TOUR BOX                       | 4Blu-ray   | WPZL-90223/6  |
| 2021年3月10日 | 30th Anniversary THE YELLOW MONKEY SUPER DOME TOUR BOX                       | 6DVD       | WPZL-90561/6  |
| 2022年7月20日 | THE YELLOW MONKEY SUPER JAPAN TOUR 2019 -GREATFUL SPOONFUL-Complete Edition- | 5Blu-ray   | WPXL-90262/6  |
| 2024年10月9日 | Sparkle X -Complete Box-                                                     | Blu-ray+CD | WPZL-90295/6  |

#### ドキュメンタリー
| リリース日    | タイトル                                                      | 規格    | 規格品番            |
| ------------- | ------------------------------------------------------------- | ------- | ------------------- |
| 2013年12月4日 | パンドラ ザ・イエロー・モンキー PUNCH DRUNKARD TOUR THE MOVIE | 2DVD    | BVBL-92/3（初回盤） |
| 2013年12月4日 | パンドラ ザ・イエロー・モンキー PUNCH DRUNKARD TOUR THE MOVIE | DVD     | BVBL-94             |
| 2013年12月4日 | パンドラ ザ・イエロー・モンキー PUNCH DRUNKARD TOUR THE MOVIE | Blu-ray | BVXL-37             |
| 2018年3月28日 | オトトキ                                                      | DVD     | DSTD20073           |
| 2018年3月28日 | オトトキ                                                      | Blu-ray | BSTD20073（通常盤） |
| 2018年3月28日 | オトトキ                                                      | Blu-ray | BSTD20074（豪華盤） |
| 2018年3月28日 | オトトキ                                                      | Blu-ray | FC限定盤            |

#### その他
| リリース日     | タイトル                     | 規格      | 規格品番    |
| -------------- | ---------------------------- | --------- | ----------- |
| 1997年11月1日  | BLUE FILM                    | VHS       | FHVF-1126   |
| 1997年12月17日 | PURPLE DISC                  | LD(2枚組) | FHLF-1128/9 |
| 2005年12月23日 | ライブ帝国 THE YELLOW MONKEY | DVD       | JPBP-13603  |

### ゲーム
| リリース日    | タイトル                                 | 規格品番   | 備考 |
| ------------- | ---------------------------------------- | ---------- | --- |
| 1999年7月1日  | PERFECT PERFORMER -THE YELLOW MONKEY-    | SLPS-02135 | ファンハウスから発売されたプレイステーション用ソフト。THE YELLOW MONKEYの曲を使用した音ゲー。 収録曲: 「楽園」、「TVのシンガー」、「紫の空」、「LOVE LOVE SHOW」（Album Version）、「BURN」、「MY WINDING ROAD」、「NEW YORK CITY LOSER」 |
| 2000年4月14日 | THE YELLOW MONKEY trancemission VJ Remix | SLPM-86473 | ハンズオン・エンタテインメントから発売されたプレイステーション用ソフト。映画『trancemission』主題歌「SO YOUNG」のPVをVJとして編集体験ができるゲーム。その他、同映画の解説やPV8曲を収録。                                                  |

### 書籍
※公式サイトの「DISCOGRAPHY」に準拠。

#### バンドスコア
| 発売日         | タイトル                                    | 出版元           | ISBN | 備考                                                 |
| -------------- | ------------------------------------------- | ---------------- | ---- | ---------------------------------------------------- |
| 1996年6月1日   | CHERRY BLOSSOM REVOLUTION -Live at BUDOKAN- | ケイ・エム・ピー |      |                                                      |
| 1998年4月30日  | BUNCHED BIRTH                               | ケイ・エム・ピー |      | メンバーのインタビュー収録                           |
| 2000年10月10日 | SO ALIVE                                    | ケイ・エム・ピー |      |                                                      |
| 2000年11月2日  | 8                                           | ケイ・エム・ピー |      | メンバーによる各曲パート別アドバイス＆機材紹介収録   |
| 2001年3月19日  | PUNCH DRUNKARD                              | ケイ・エム・ピー |      | PUNCH DRUNKARD TOUR 1998/99 機材リスト収録           |
| 2001年3月19日  | SICKS                                       | ケイ・エム・ピー |      | ARENA TOUR ‘97 “FIX THE SICKS”特別撮り下ろし写真収録 |
| 2001年3月19日  | FOUR SEASONS                                | ケイ・エム・ピー |      | メンバーによる各曲パート別アドバイス＆機材紹介収録   |
| 2001年3月19日  | Smile                                       | ケイ・エム・ピー |      | メンバーによる各曲パート別アドバイス＆機材紹介収録   |
| 2001年10月20日 | GOLDEN YEARS Singles 1996-2001              | ケイ・エム・ピー |      |                                                      |
| 2005年12月27日 | MOTHER OF ALL THE BEST DISC-1               | ケイ・エム・ピー |      |                                                      |
| 2005年12月27日 | MOTHER OF ALL THE BEST DISC-2               | ケイ・エム・ピー |      |                                                      |
| 2005年12月27日 | MOTHER OF ALL THE BEST DISC-3               | ケイ・エム・ピー |      |                                                      |
| 2006年4月15日  | jaguar hard pain 1944-1994                  | ケイ・エム・ピー |      | メンバーによる各曲パート別アドバイス＆機材紹介収録   |
| 2006年4月19日  | THE NIGHT SNAILS AND PLASTIC BOOGIE         | ケイ・エム・ピー |      | 1992年ライヴスケジュール＆ディスコグラフィー収録     |
| 2006年8月15日  | EXPERIENCE MOVIE                            | ケイ・エム・ピー |      | 1993年ライヴスケジュール＆ディスコグラフィー収録     |

#### 写真集
| 発売日         | タイトル                                                                      | 出版元   | ISBN          | 備考 |
| -------------- | ----------------------------------------------------------------------------- | -------- | ------------- | --- |
| 1996年10月21日 | TRUE MIND TOUR'95-'96 FOR SEASON:still                                        | 綜合出版 | 4-915713-04-0 | フォトグラファーは有賀幹夫とMitch池田。                                                                                                   |
| 2000年12月25日 | SYN THE YELLOW MONKEY LENSMAN MITCH IKEDA                                     | 綜合出版 |               | フォトグラファーはMitch池田。 |
| 2009年12月3日  | THE YELLOW MONKEY HEAVEN -SICKS years ‘96〜'97-                               | 宝島社   | 4-79-667499-3 | フォトグラファーは有賀幹夫。2019年5月タワーレコード限定再販（『SICKS』アーティスト写真、ジャケット撮影映像収録ボーナスDVD付）。           |
| 2022年4月27日  | THE YELLOW MONKEY SHADOWS AND LIGHT -Punch Drunkard Tour '98〜'99- PHOTO BOOK | 宝島社   |               | フォトグラファーは有賀幹夫。2020年春に発売を予定していたが、告知されないまま延期され、空白の2年間の後に改めて宝島社より発売が発表された。 |

#### テキストブック
| 発売日         | タイトル                                          | 出版元                     | ISBN          | 備考 |
| -------------- | ------------------------------------------------- | -------------------------- | ------------- | --- |
| 1996年12月10日 | 吉井和哉の○秘おセンチ日記                         | ロッキング・オン           | 4-94-759946-4 | 『ROCKIN'ON JAPAN』にて1993年5月号から1996年5月号まで毎月連載されたコラム「吉井和哉の(秘)おセンチ日記」の全38回を収録。                |
| 1996年12月20日 | 7YEARS                                            | ビクターエンタテインメント | 4-89-389141-3 | 写真やインタビューを収録。 |
| 1998年12月25日 | 蜜色の手紙―吉井和哉格言集                         | 角川書店                   | 4-04-883557-2 | 『CDでーた』1995年12月5日号から2001年4月5日号まで隔号で連載されたコラム「今月の格言」の1998年12月号までの3年間分を収録。               |
| 1999年5月9日   | 廣瀬洋一の東京下町うましか洋品店                  | シンコー・ミュージック     | 4-40-161611-1 | 『音楽と人』約3年間の連載分+未発表6回分を収録。                                                                                        |
| 2000年12月15日 | BURN                                              | ロッキング・オン           | 4-94-759985-5 | 『ROCKIN'ON JAPAN』に掲載されたインタビューをまとめたもの。完成直前に活動休止が発表された。                                            |
| 2001年9月28日  | HEESEY THE BASSMAN!                               | シンコー・ミュージック     |               | ベースの持ち方からプレイテクニックまで、廣瀬流のベース上達方法を紹介。                                                                 |
| 2001年9月28日  | 菊地英昭 LET THE MUSIC DO THE TALKING             | シンコー・ミュージック     | 4-40-161699-5 | 1995年から2001年まで「ニュー・ルーディーズ・クラブ」と「ROCK JET」にて5年半に渡る連載をまとめたもの。                                  |
| 2004年12月15日 | 15YEARS                                           | ぴあ                       | 4-83-560982-4 | 写真やインタビューを収録。 |
| 2005年5月13日  | COMPLETE BURN                                     | ロッキング・オン           | 4-86-052049-1 | 『BURN』の増補改訂版。 |
| 2013年1月30日  | 菊地英昭 表裏一体 LET THE MUSIC DO THE TALKING II | シンコー・ミュージック     |               | 『菊地英昭 LET THE MUSIC DO THE TALKING』と対を成す単行本第2弾。『ROCK JET』誌2001年冬号から2012年冬号までの連載45回分をまとめたもの。 |

#### 詩集
| 発売日        | タイトル              | 出版元           | ISBN          | 備考                                                                   |
| ------------- | --------------------- | ---------------- | ------------- | ---------------------------------------------------------------------- |
| 1999年4月10日 | So YOUNG―吉井和哉詩集 | ロッキング・オン | 4-94-759946-4 | 吉井和哉著書による詩集。未発表曲「セミシグレ」の歌詞が掲載されている。 |

### 未発表曲
| 曲名             | 備考 |
| ---------------- | --- |
| PUBLIC GAME      | インディース時代「1st TOUR」にて披露されていた曲。 |
| PENITENT         | 1989年結成後すぐにカセットテープ内に収録されているデモ音源。30th Anniversary DOME TOUR で流れた。期間限定配信で中止になった東京ドーム公演のバージョンが一部披露されている（現在は見ることができない）。2020年12月28日に開催された「30th Anniversary LIVE -BUDOKAN SPECIAL-」にてメジャーデビュー後初披露。 |
| 最後のワンピース | 1993年8月17日NISSIN POWER STATIONで開催された「THREE DOG NIGHT」にて披露された曲。ここにのみ吉井が第三のキャラクター「ジョアンナ」になった。 3rdアルバム『jaguar hard pain』に収録予定だったがバランスを考えて未収録となった。                                                                             |
| DUST TO DUST     | 1994年の『TOUR '94 "jaguar hard pain"』のオープニングにて、偽ジャガーの登場とともに披露された楽曲。映像作品『jaguar hard pain Live'94』ではカットされている。 |
| アヴェ・マリア   | 1996年の『TOUR’96 FOUR SEASON“野性の証明”』のオープニングにて披露された楽曲。2025年に行われた『TOUR 2024/25 ～Sparkleの惑星X～』FINAL BLOCKにて、再度披露された。2025年現在音源は公開されていない。 |
| セミシグレ       | ある不良青年の一生を描いた楽曲。1997年の『TOUR '97 〜紫の炎〜』にて披露される予定であったが、見送られた。1999年に出版された『So YOUNG―吉井和哉詩集』に歌詞が掲載されている。 |

### 参加作品
- BiSH「Bye-Bye Show」（2023年3月22日発売） - 吉井が作詞・作曲・プロデュース、菊地英昭がギター、廣瀬がベース、菊地英二がドラムの演奏に参加[93]。

## CD解説
- レディオヘッド『OK コンピューター(日本盤)』（1997年5月21日）
  - 日本盤に付属の、対訳の載ったブックレットに、吉井和哉・菊地英昭が解説に参加している。
- あがた森魚『20世紀漂流記』（2001年5月23日）
  - 解説には、音楽的影響などあがた森魚の作品に対する思いが書かれている。
- デヴィッド・ボウイ『best of bowie』（2002年10月30日）
  - ブックレットに、吉井が山崎洋一郎との対談という形式で参加している。THE YELLOW MONKEY活動休止後かつ吉井がYOSHII LOVINSONとしてソロ活動を開始・バンドを解散する以前の時期であり、吉井和哉の名を使っている。

## タイアップ一覧
| 起用年 | タイトル                       | 収録             | タイアップ                                                                              |
| ------ | ------------------------------ | ---------------- | --------------------------------------------------------------------------------------- |
| 1994年 | ROCK STAR                      | 3rdアルバム      | テレビ神奈川『ミュージックトマトJAPAN』テーマソング                                     |
| 1994年 | 熱帯夜                         | 4thシングル      | TBS系「所さんのワーワーブーブー」エンディングテーマ                                     |
| 1995年 | Love Communication             | 5thシングル      | テレビ朝日系「mew」オープニングテーマ                                                   |
| 1995年 | 嘆くなり我が夜のFantasy        | 6thシングル      | TBS系「たけし・所のドラキュラが狙ってる」エンディングテーマ                             |
| 1995年 | 追憶のマーメイド               | 7thシングル      | テレビ朝日系「はなきんデータランド」エンディングテーマ                                  |
| 1995年 | 追憶のマーメイド               | 7thシングル      | テレビ神奈川『ミュージックトマトJAPAN』テーマソング                                     |
| 1995年 | 太陽が燃えている               | 8thシングル      | テレビ朝日系「Jリーグ A GOGO!!」オープニングテーマ                                      |
| 1996年 | JAM                            | 9thシングル両A面 | NHK「ポップジャム」エンディングテーマ                                                   |
| 1996年 | Tactics                        | 9thシングル両A面 | フジテレビ系アニメ「るろうに剣心 -明治剣客浪漫譚-」1stエンディングテーマ                |
| 1996年 | SPARK                          | 10thシングル     | TBS系「COUNT DOWN TV」7月度エンディングテーマ                                           |
| 1996年 | 楽園                           | 11thシングル     | フジテレビ系ドラマ「新・木曜の怪談」主題歌                                              |
| 1997年 | LOVE LOVE SHOW                 | 12thシングル     | WOWOW CMソング                                                                          |
| 1997年 | BURN                           | 13thシングル     | TBS系ドラマ「職員室」主題歌                                                             |
| 1998年 | 球根                           | 14thシングル     | NHK「ポップジャム」エンディングテーマ                                                   |
| 1998年 | O.K.                           | 17thシングル C/W | WOWOW「WOWOWスーパーサッカー」エンディングテーマ                                        |
| 1999年 | SO YOUNG                       | 18thシングル     | テレビ朝日系「ニュースステーション」3月度ウェザーテーマ                                 |
| 1999年 | SO YOUNG                       | 18thシングル     | 映画「trancemission」主題歌                                                             |
| 1999年 | バラ色の日々                   | 19thシングル     | NHK「ポップジャム」エンディングテーマ                                                   |
| 2000年 | 聖なる海とサンシャイン         | 20thシングル     | テレビ朝日系「おネプ!」エンディングテーマ                                               |
| 2000年 | 聖なる海とサンシャイン         | 20thシングル     | 映画「現実の続き 夢の終わり」主題歌                                                     |
| 2000年 | SHOCK HEARTS                   | 21stシングル     | 大鵬薬品工業「チオビタドリンク」CMソング                                                |
| 2000年 | パール                         | 22ndシングル     | 日本テレビ系「劇空間プロ野球」8・9月度イメージソング                                    |
| 2000年 | BRILLIANT WORLD                | 23rdシングル     | TBS系「世界ウルルン滞在記」エンディングテーマ                                           |
| 2001年 | GIRLIE (Original Mix)          | 23rdシングル C/W | 映画「弟切草」主題歌                                                                    |
| 2009年 | SPARK                          | 10thシングル     | パチンコ「CR忍術決戦 月影」使用曲                                                       |
| 2009年 | 楽園                           | 11thシングル     | パチンコ「CR忍術決戦 月影」使用曲                                                       |
| 2009年 | BURN                           | 13thシングル     | パチンコ「CR忍術決戦 月影」使用曲                                                       |
| 2012年 | Romantist Taste (LIVE音源)     | 1stシングル      | テレビ朝日系「musicる TV」10月度オープニングテーマ                                      |
| 2012年 | 悲しきASIAN BOY(LIVE音源)      | 3rdシングル      | フジテレビ系「スキ♡モノ」11月度エンディングテーマ                                       |
| 2013年 | 太陽が燃えている               | 8thシングル      | テレビ朝日系「ゴーちゃん。GIRL'S TV」エンディングテーマ                                 |
| 2013年 | SPARK                          | 10thシングル     | TBS系「エン活!」エンディングテーマ                                                      |
| 2013年 | 楽園                           | 11thシングル     | フジテレビ系「たけしのコマ大数学科」7〜9月度エンディングテーマ                          |
| 2013年 | パール                         | 22ndシングル     | 日本テレビ系「ミュージックドラゴン」POWER PLAY                                          |
| 2013年 | パンチドランカー (LIVE音源)    | 7thアルバム      | 映画「パンドラ ザ・イエロー・モンキー PUNCH DRUNKARD TOUR THE MOVIE」エンディングテーマ |
| 2016年 | 砂の塔                         | 25thシングル     | TBS系ドラマ「砂の塔〜知りすぎた隣人」主題歌                                             |
| 2017年 | ALRIGHT                        | 25thシングル C/W | インベスターズクラウド「TATERU」CMソング第1弾 1月6日TV放映開始                          |
| 2017年 | SPARK (2017 新録版)            | 10thシングル     | TBS系「イベントGO!」5月度オープニングテーマ                                             |
| 2017年 | SPARK (2017 新録版)            | 10thシングル     | インベスターズクラウド「TATERU」CMソング第2弾 8月4日TV放映開始                          |
| 2017年 | 楽園 (2017 新録版)             | 11thシングル     | フジテレビ系「魔女に言われたい夜〜正直過ぎる品定め〜」5月度エンディングテーマ           |
| 2017年 | パール (2017 新録版)           | 22ndシングル     | 日本テレビ系「バズリズム」POWER PLAY                                                    |
| 2017年 | 太陽が燃えている (2017 新録版) | 8thシングル      | テレビ朝日系「musicる TV」6月度オープニングテーマ                                       |
| 2017年 | バラ色の日々 (2017 新録版)     | 19thシングル     | NHK-FM「ミュージックライン」6・7月度オープニングテーマ                                  |
| 2017年 | Stars                          | 配信限定シングル | 石川テレビ「N-18 凸」11月度エンディングテーマ                                           |
| 2017年 | Stars                          | 配信限定シングル | くまもと県民テレビ「テレビタミン」11月度エンディングテーマ                              |
| 2017年 | Stars                          | 配信限定シングル | くまもと県民テレビ「ROCKET COMPLEX」11月度エンディングテーマ                            |
| 2017年 | Horizon                        | 配信限定シングル | 映画「オトトキ」エンディングテーマ                                                      |
| 2018年 | Stars                          | 配信限定シングル | インベスターズクラウド「TATERU」CMソング第3弾 2月16日TV放映開始                         |
| 2018年 | 天道虫                         | 配信限定シングル | テレビ東京系ドラマ「天 天和通りの快男児」主題歌                                         |
| 2018年 | Horizon                        | 配信限定シングル | 『FINAL FANTASY XV』 2 Year Anniversary 記念映像                                        |
| 2019年 | I don't know                   | 配信限定シングル | テレビ朝日系ドラマ「刑事ゼロ」主題歌                                                    |
| 2019年 | 天道虫                         | 配信限定シングル | サッポロビール「サッポロ 本格辛口」TVCM曲                                               |
| 2019年 | 天道虫                         | 配信限定シングル | ミヤギテレビ「ちょっとブレイクタイム」5月度エンディングテーマ                           |
| 2019年 | Changes Far Away               | 9thアルバム      | TBS系「news23」エンディングテーマ                                                       |
| 2019年 | DANDAN                         | 配信限定シングル | AVIOT「TE-D01d mk2」ウェブCM                                                            |
| 2019年 | バラ色の日々                   | 19thシングル     | テレビ東京系ドラマ「天 赤木しげる葬式編」主題歌                                         |
| 2020年 | Balloon Balloon                | 9thアルバム      | WOWOW「UEFA EURO 2020™ サッカー欧州選手権」テーマソング                                 |
| 2023年 | バラ色の日々                   | 19thシングル     | フジテレビ系『THE SECOND 〜漫才トーナメント〜』大会テーマソング                         |
| 2023年 | ホテルニュートリノ             | 配信限定シングル | WOWOW連続ドラマW-30『東京貧困女子。-貧困なんて他人事だと思ってた-』主題歌               |
| 2024年 | 罠                             | 10thアルバム     | 映画『静かなるドン2』主題歌                                                             |
| 2025年 | CAT CITY                       | 26thシングル     | アニメ『ニャイト・オブ・ザ・リビングキャット』オープニングテーマ                        |

## ヘビーローテーション/パワープレイ

### テレビ
| 年     | 曲名               | ヘビーローテーション/パワープレイ         |
| ------ | ------------------ | ----------------------------------------- |
| 1995年 | Love Communication | スペースシャワーTV 1995年1月度POWER PUSH! |

### ラジオ
| 年     | 曲名               | ラジオヘビーローテーション/パワープレイ                                     |
| ------ | ------------------ | --------------------------------------------------------------------------- |
| 1994年 | 悲しきASIAN BOY    | ABCラジオ『ABCミュージックパラダイス』1994年3月度ミューパライチ押しナンバー |
| 1995年 | Love Communication | ABCラジオ『ABCミュージックパラダイス』1995年1月度ミューパライチ押しナンバー |
| 1995年 | Love Communication | FM-NIIGATA 1995年2月度パワープレイ                                          |

## 受賞歴
日本レコード大賞
- 『第58回日本レコード大賞』特別賞「砂の塔」
- 『第61回日本レコード大賞』最優秀アルバム賞「9999」

日本有線大賞
- 『第49回日本有線大賞』特別賞「SPARK」「砂の塔」

SPACE SHOWER MUSIC AWARDS
- 『SPACE SHOWER MUSIC AWARDS2017』BEST RESPECT ARTIST
- 『SPACE SHOWER MUSIC AWARDS2020』ALBUM OF THE YEAR「9999」

MTV Video Music Awards Japan
- 『MTV VMAJ 2016』Inspiration Award Japan・特別賞

CDショップ大賞
- 『第9回CDショップ大賞』ライブ作品賞「THE YELLOW MONKEY SUPER JAPAN TOUR 2016 -SAITAMA SUPER ARENA 2016.7.10-」
- 『第12回CDショップ大賞』入賞「9999」

## 出演

### テレビ

#### NHK紅白歌合戦出場歴
| 年度/放送回               | 回 | 曲目 |
| ------------------------- | -- | ---- |
| 2016年（平成28年）/第67回 | 初 | JAM  |

### 映画
| 公開日         | タイトル                                                      | 監督     | 備考 |
| -------------- | ------------------------------------------------------------- | -------- | --- |
| 1999年8月2日   | trancemission                                                 | 高橋栄樹 | SF・ドラマ映画。 高橋栄樹の映画監督デビュー作品。                                                                        |
| 2013年9月28日  | パンドラ ザ・イエロー・モンキー PUNCH DRUNKARD TOUR THE MOVIE | 高橋栄樹 | ドキュメンタリー映画。                                                                                                   |
| 2017年11月11日 | オトトキ                                                      | 松永大司 | ドキュメンタリー映画。 第22回『釜山国際映画祭』ワイド・アングル部門特別招待作品。 第30回『東京国際映画祭』特別招待作品。 |

### CM
- AVIOT[107]（2019年）

## その他
- タニタ
  - THE YELLOW MONKEYプロデュース オリジナル『JAM』タニタカフェ監修いちごナタデココジャムの豆乳ミルクプリン（2024年3月）[108]
  - メンバー録り下ろしボイス入り体組成計、万歩計（2024年10月）[109]